# Flughafen Köln/Bonn

i7
i11
i13

Flughafendiagramm

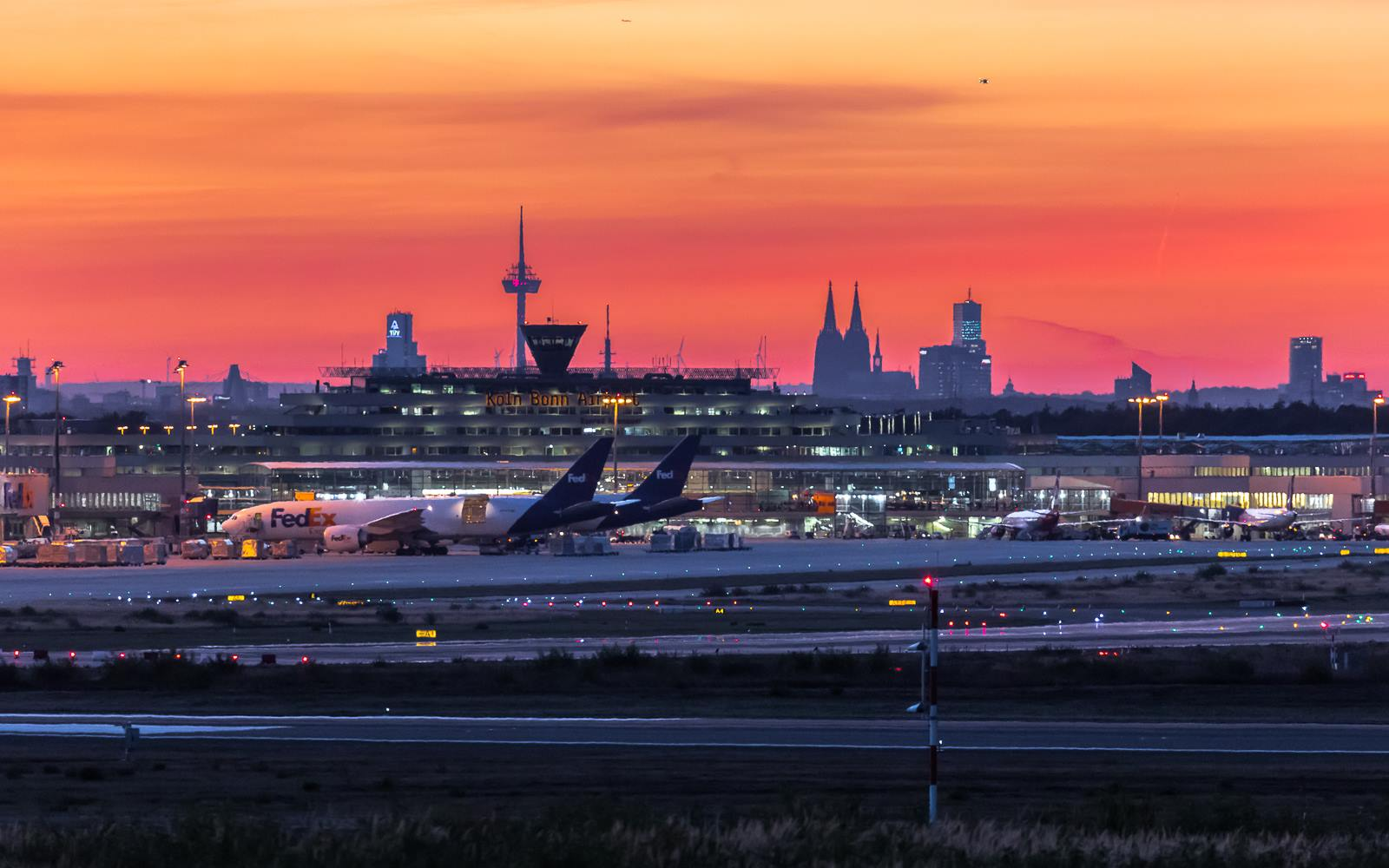
Flughafen mit Kölner Skyline (2018)

Der Flughafen Köln/Bonn (seit 1994 „Konrad Adenauer“, Markenauftritt Köln Bonn Airport, IATA-Code: CGN, ICAO-Code: EDDK (zivil)/ETNK (militärisch)) ist ein internationaler Verkehrsflughafen in Köln. Er ist 12 km vom Kölner und 16 km vom Bonner Stadtzentrum entfernt. Nach Passagierzahlen lag er im Jahr 2023 auf Platz sechs und im Frachtbereich auf Platz drei in Deutschland.
Er dient als Drehkreuz für die Frachtfluggesellschaften UPS Airlines und FedEx sowie als Basis der Billigfluggesellschaft Eurowings. Auf dem Areal ist die Flugbereitschaft des Bundesministeriums der Verteidigung beheimatet. Bis September 2014 war er Heimatbasis der Regionalfluggesellschaft Lufthansa CityLine, bis 2020 der Billigfluggesellschaft Germanwings.
2020 wurde der Flughafen in der Skytrax World Airport Awards-Umfrage unter 13,5 Millionen Befragten zum zweitbesten Regional-Flughafen Europas gewählt, und weltweit auf Platz 3. 2014, 2015, 2016 und 2019 lag der Flughafen auf Platz 1 in Europa und Platz 2 weltweit. In der Kategorie World’s Top 100 Airports liegt der Flughafen 2020 unter den besten 30 weltweit. Außerdem wurde der Flughafen mit vier von fünf Sternen ausgezeichnet.

## Namensgebung
Der Flughafen Köln/Bonn trägt seit 1994 den Namenszusatz Konrad Adenauer zu Ehren des ersten Bundeskanzlers der Bundesrepublik Deutschland und ehemaligen Oberbürgermeisters von Köln. Adenauer setzte sich sowohl während seiner Amtszeit als Bundeskanzler als auch in seiner Zeit als Oberbürgermeister intensiv für die Entwicklung des Flughafens ein. Seine Bemühungen trugen maßgeblich zur Förderung der zivilen Luftfahrt in Köln bei und ermöglichten die zivile Nutzung des Flughafens. Darüber hinaus spielte Adenauer eine zentrale Rolle in der Entscheidung, den Flughafen als Regierungsflughafen zu nutzen, was die Bedeutung des Flughafens für die Bundesrepublik weiter steigerte.

## Bedeutung

### Drehkreuz Köln/Bonn
Der Flughafen Köln/Bonn ist eines der wichtigsten internationalen Frachtdrehkreuze in Deutschland und spielt eine zentrale Rolle im globalen Logistiknetzwerk. Er beheimatet bedeutende Frachtdienstleister wie DHL, UPS, mit seinem Europadrehkreuz, und FedEx, mit seinem Osteuropadrehkreuz, die täglich eine Vielzahl von weltweiten Destinationen bedienen, darunter Nordamerika, Asien und Afrika. Er verfügt, da für den Flughafen kein Nachtflugverbot vorhanden ist, über einen Standortvorteil in NRW. Mit 873.000 Tonnen Fracht liegt der Flughafen in den Top-50 der größten Luftfracht-Umschlagplätze, europaweit auf Platz 6 und deutschlandweit auf Platz 3.
Darüber hinaus ist der Flughafen ein bedeutendes Hub für Billigfluggesellschaften wie Eurowings und Ryanair, die von hier aus zahlreiche Ziele innerhalb Europas bedienen. Bis zur Abwicklung der Germanwings 2020 war Köln/Bonn der Heimatflughafen der Fluggesellschaft Germanwings. 2023 konnten 9,8 Millionen Fluggäste am Flughafen gezählt werden, im vor Corona-Niveau lag die Passagierzahl 2019 bei 12,4 Millionen. Nach Passagieren liegt der Flughafen national auf Rang 6, hinter Hamburg und vor Stuttgart. Nach Verkehrseinheiten ist der Flughafen national auf Platz 5 zu verorten.

### Staatliche Sicherheitsorganisationen

#### Regierungsflughafen und Militär
Der Flughafen Köln/Bonn spielte während der Bonner Republik eine zentrale Rolle als Regierungsflughafen der Bundesrepublik Deutschland. Hier landeten zahlreiche Staatsoberhäupter, Regierungschefs und hochrangige Vertreter der Weltpolitik, um an Treffen und Verhandlungen teilzunehmen. Zu bedeutenden Persönlichkeiten zählen beispielsweise US-Präsident John F. Kennedy bei seinem Besuch 1963 und Papst Benedikt XVI. bei seinem Besuch 2005.
Aufgrund der ehemaligen Hauptstadt Bonn historisch ergründbar, stellt der militärische Teil des Flughafens den Hauptstandort der Flugbereitschaft des Bundesministeriums der Verteidigung dar. Die Flugzeuge der Bundeswehr bringen Soldaten zu Auslandseinsätzen sowie Politiker und hochrangige Delegationen über Berlin zu Amtsbesuchen in die Welt. Auch die MRTT-Unit der NATO sowie die Canadian Operational Support der kanadischen Luftstreitkräfte operieren vom Flughafen aus.

#### Zivilschutz und Intensivtransport
Das Bundesamt für Bevölkerungsschutz und Katastrophenhilfe betreibt am Flughafen den Zivilschutz-Hubschrauber Christoph 3, ein Modell des Typs EC 135 T2i, der für die Versorgung Schwerverletzter, notfallmedizinische Einsätze und Luftrettung eingesetzt wird. Die ADAC Luftrettung nutzt den Intensivtransporthubschrauber Christoph Rheinland, welcher ebenso seine Basis auf dem Flughafen hat. Dieses Modell, ein H145, wird sowohl für den intensivmedizinischen Lufttransport als auch für Notfalleinsätze genutzt.
Der Köln Bonn Airport wird auch als zentrale Drehscheibe für internationale Einsätze des Technischen Hilfswerks (THW) eingesetzt. Eine Kooperation zwischen Flughafen und THW ermöglicht schnelle Materialtransporte ins Ausland, wie zum Beispiel nach der Explosion in Beirut 2020. Das Material stammt aus dem neuen THW-Logistikzentrum in Hilden, das auf 42.000 m² umfangreiche Ausrüstung lagert. Ein Team bereitet Technik und Zollunterlagen vor, bevor alles über Köln/Bonn zu Einsatzorten weltweit verschickt wird.

### Wirtschaftsfaktor
Der Flughafen Köln/Bonn ist ein bedeutender Wirtschaftsfaktor für die Region und zählt zu den größten privatwirtschaftlichen Arbeitgebern vor Ort. Insgesamt sind rund 15.000 Menschen bei etwa 130 Unternehmen, Dienstleistern und Behörden am Flughafen beschäftigt. Die Flughafengesellschaft selbst beschäftigt über 1.700 Mitarbeiterinnen und Mitarbeiter. Im Jahr 2023 erzielte der Flughafen einen Umsatzrekord von rund 342 Millionen Euro. Die wirtschaftliche Bedeutung des Flughafens erstreckt sich über die direkte Beschäftigung hinaus. Durch die Ansiedlung zahlreicher Unternehmen und Dienstleister entstehen zusätzliche Arbeitsplätze in Bereichen wie Gastronomie, Einzelhandel und Hotellerie, die vom Passagier- und Frachtverkehr profitieren. Zudem stärkt der Flughafen die regionale Wirtschaft, indem er als internationales Drehkreuz den Import und Export von Waren erleichtert und somit die Wettbewerbsfähigkeit der ansässigen Unternehmen erhöht.

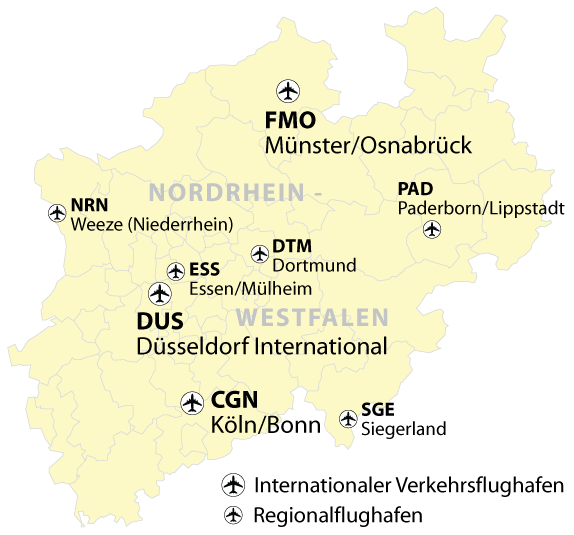
Flughäfen in NRW

## Lage und Verkehrsanbindung

### Lage
Der Flughafen Köln/Bonn liegt zwölf Kilometer südöstlich der Kölner Innenstadt sowie 16 Kilometer nordöstlich von Bonn. Das Flughafengelände befindet sich zum allergrößten Teil, darunter beide Terminals, die Frachthallen und Hangars, im Kölner Ortsteil Porz-Grengel. Der äußere südöstliche Bereich des Geländes, in welcher sich ein Teil der Start- und Landebahn 13R/31L befindet, liegt innerhalb Troisdorfs. Bis zur Eingemeindung von Porz in die Stadt Köln und anschließendem Anschluss an Grengel im Jahre 1975 gehörte der Flughafen zum Porzer Ortsteil „Flughafen“.
Im Passagierbereich konkurriert der Flughafen auf Landesebene insbesondere mit dem größeren und nur 49 km nördlich gelegenen Flughafen Düsseldorf, dem Flughafen Niederrhein und dem Flughafen Dortmund. Auch der Flughafen Frankfurt Main als größter deutscher Flughafen liegt im Einzugsbereich, da dieser mit dem ICE von Köln in 47 Minuten Fahrzeit erreichbar ist. Standortvorteile im Vergleich zur Konkurrenz sind der ohne Nachtflugverbot mögliche 24/7 Betrieb sowie die klimatischen Bedingungen der Kölner Bucht. Seltene und schnell durchziehende Nebellaagen ermöglichen einen reibungslosen Flugbetrieb. Beide Faktoren sind oftmals Grund dafür, dass Flugzeuge aus benachbarten Flughäfen nach Köln umgeleitet werden, um eine Landung zu ermöglichen.

### In Nachbarschaft zum Flughafen
→ Hauptartikel: Luftwaffenkaserne (Köln)
→ Hauptartikel: Deutsches Zentrum für Luft- und Raumfahrt
→ Hauptartikel: Europäisches Astronautenzentrum
Direkt angrenzend an den Flughafen Köln/Bonn befindet sich die Luftwaffenkaserne Wahn. Zum Flughafengelände gehörend ist dort die Flugbereitschaft des Bundesministeriums der Verteidigung stationiert. Die MRTT-Unit der NATO (Multinational Multi-Role Tanker Transport Unit) verfügt über eine Basis, der „Forward Operating Base+“. Die Luftstreitkräfte Kanadas betreiben das Canadian Operational Support Hub (Europe). Die 300 Hektar große Kaserne beheimatet neben den fliegenden Verbänden unter anderem übergeordnete Kommandobehörden der Bundeswehr, wie dem Luftwaffentruppenkommando, dem Luftfahrtamt der Bundeswehr und dem Führungsunterstützungszentrum Luftwaffe.
Ebenso räumlich verbunden mit dem Flughafen liegen Forschungs- und Zentraleinrichtungen des DLR. Diese umschließen zum Beispiel das Institut für Werkstoff-Forschung oder den Europäischen transsonischen Windkanal. Das Europäische Astronautenzentrum stellt für die Ausbildung der Astronauten der ESA einen elementaren Bestandteil dar. Die Anlage LUNA ermöglicht eine Simulation von Mondaktivitäten.

### Straßenverkehr
Aufgebaut im „Drive-In“-Konzept ermöglicht der Flughafen eine direkte Verbindung zur Autobahn 59 und der Bundesstraße 8. Die eigene Autobahnabfahrt führt Fluggäste unmittelbar vor die Terminals und die Parkhäuser.
Es besteht ein breites Angebot an Taxi-, Carsharing-, sowie Mietwagen-Stationen.
Der zentrale Fernbusbahnhof Köln, lokalisiert neben Terminal 2, verbindet den Flughafen überregional mittels Anbietern wie FlixBus, Regiojet, BlaBlaCar Bus  und dem polnischen Busbetreiber Sindbad.
Im öffentlichen Personennahverkehr bestehen mit der Buslinie 161 der KVB Verbindungen nach Porzity, dem Bus SB60 der SWB-Verkehrsbetriebe nach Bonn und dem Bus 423 des RVK in den Rheinisch-Bergischen Kreis.
| Linie | Linienverlauf |
| 161   | Porz Markt – Porz Klingerstraße – Porz Bahnhof – Porz Celsiusstraße – Urbach Feuerwache – Urbach Kaiserstraße – Urbach Waldstraße – Urbach Antoniusstraße – Grengel Graf-Zeppelin Straße – Grengel Mauspfad – Flughafen Krieger Straße – Flughafen Personalparkplatz – Flughafen Köln/Bonn Terminal 1 - Flughafen Köln/Bonn Terminal 2 |
| SB60  | Bonn Hauptbahnhof – Mozartstraße – Frankenbad/Kunstverein – Innenministerium – Flughafen Köln/Bonn Terminal 1 |
| 423   | Bensberg – Rösrath Bf – Königsforst – Flughafen Köln/Bonn Terminal 1 |

### Schienenverkehr
→ Hauptartikel: Bahnhof Köln/Bonn Flughafen
Der Bahnhof Köln/Bonn Flughafen schließt den Flughafen an den regionalen wie überregionalen Schienenverkehr an. Die im Jahre 2004 errichtete Station ist Teil der ICE Schnellfahrstrecke Köln-Rhein/Main. Als Element der Flughafenschleife, ein seinerzeit führendes Infrastrukturprojekt des Landes Nordrhein-Westfalens, ist der Flughafen einer von drei Flughäfen deutschlandweit, welcher an das ICE-Netz angeschlossen ist. Neben ICE-Verbindungen halten Regionalzüge und S-Bahnen am Flughafenbahnhof.

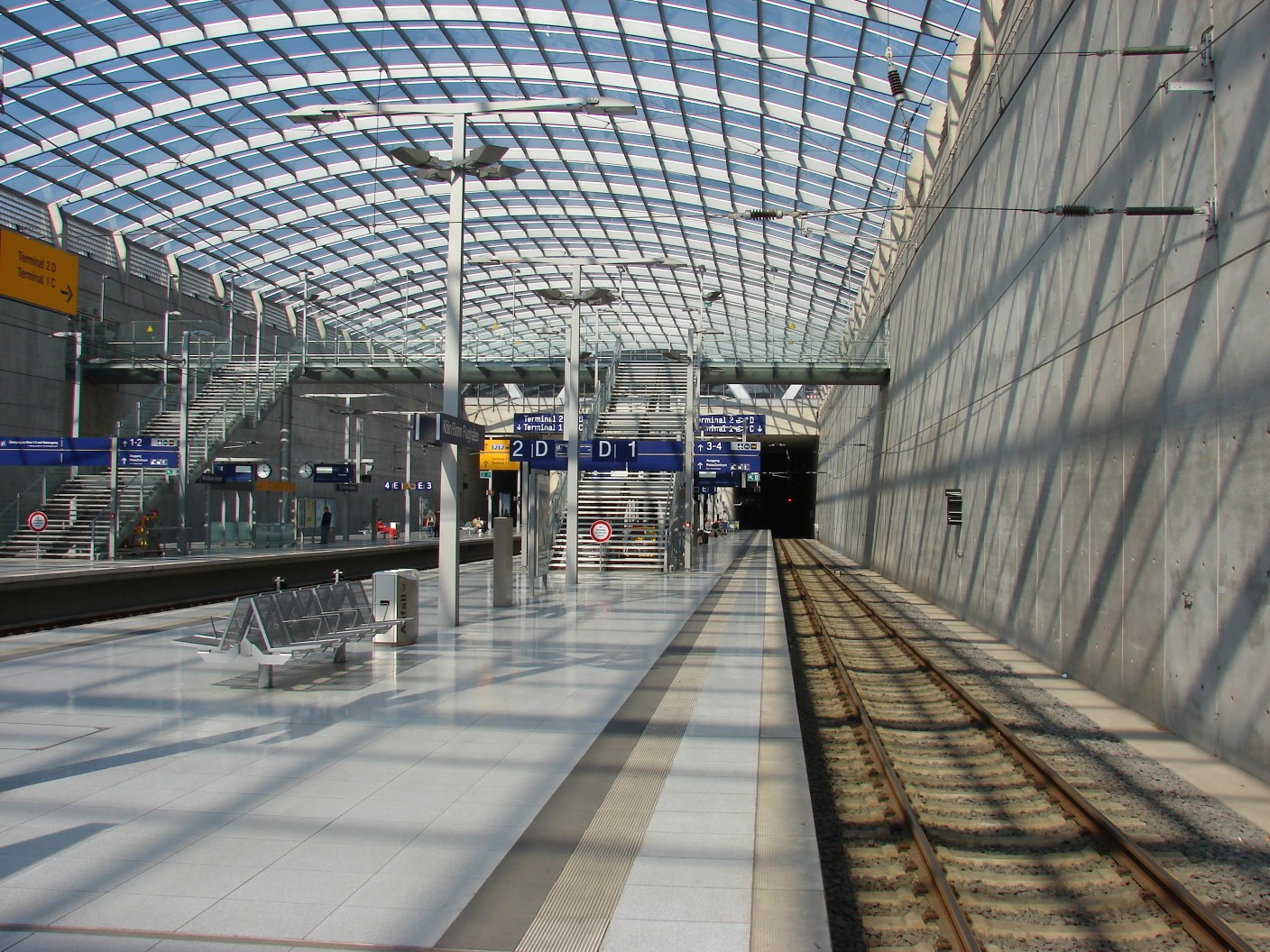
Bahnhof Flughafen Köln/Bonn (2007)

Der Bahnhof wurde nicht, wie im Wettbewerbsentwurf vorgesehen, als geschlossener Tunnel, sondern mit einem großen Glasdach gebaut. Unter dem gewölbten Glasdach befinden sich zwei Bahnsteige mit je zwei Gleisen zwischen Sichtbetonwänden. Eine große gläserne Treppe in der Mitte der Bahnsteige dient zum Bahnsteigwechsel und führt zu den beiden Notausgängen in der Mitte des Bahnhofs. Die Fahrtzeit vom Kölner Hauptbahnhof zum Flughafen beträgt mit dem Regional-Express 11 Minuten, vom Bahnhof Köln Messe/Deutz sind es 8 Minuten. Mit der S-Bahn dauert die Fahrt 3 Minuten länger.
| Linie  | Linienverlauf |
| ICE 41 | Dortmund – Essen – Duisburg – Düsseldorf – Köln Messe/Deutz – Köln/Bonn Flughafen – Frankfurt (Main) Flughafen – Frankfurt (Main) Hbf – Würzburg – Nürnberg – München |
| ICE 45 | Köln– Köln/Bonn Flughafen – Montabaur – Limburg Süd – Wiesbaden – Mainz – Mannheim – Heidelberg – Stuttgart |
| ICE 49 | Köln– Köln/Bonn Flughafen – Siegburg/Bonn – Montabaur – Limburg Süd – Frankfurt (Main) Flughafen – Frankfurt (Main) Hbf |
| S19    | Horrem – Frechen-Königsdorf – Köln-Wieden West – Lövenich – Köln-Müngersdorf Technologiepark – Köln-Ehrenfeld – Köln Hbf – Köln Messe/Deutz – Köln Frankfurterstraße – Köln/Bonn Flughafen – Porz-Wahn – Spich – Troisdorf – Siegburg/Bonn – Hennef (Sieg) – Hennef im Siegbogen – Blankenberg – Merten – Eitorf – Herchen – Fattenfeld – Schladern – Rosbach – Au (Sieg) |
| RE6    | Minden – Porta Westfalica – Bad Oeynhausen – Löhne – Herford – Bielefeld – Gütersloh – Rheda-Wiedenbrück – Oelde – Beckum – Ahlen – Heessen – Hamm – Kamen – Dortmund – Bochum – Wattenscheid – Essen Mühlheim – Duisburg – Düsseldorf – Neuss – Dormagen – Köln Hbf – Köln/Bonn Flughafen                                                                                |
| RB27   | Köln Hbf – Köln Messe/Deutz – Köln/Bonn Flughafen – Troisdorf – Friedrich Wilhelmshütte – Menden (Rhein) – Bonn-Beuel – Bonn-Oberkassel – Niederdollendorf – Königswinter – Rhöndorf – Bad Honnef – Unkel – Erpel – Linz (Rhein) |

## Geschichte

### Vorläufer des heutigen Flughafens, der Flughafen Butzweilerhof

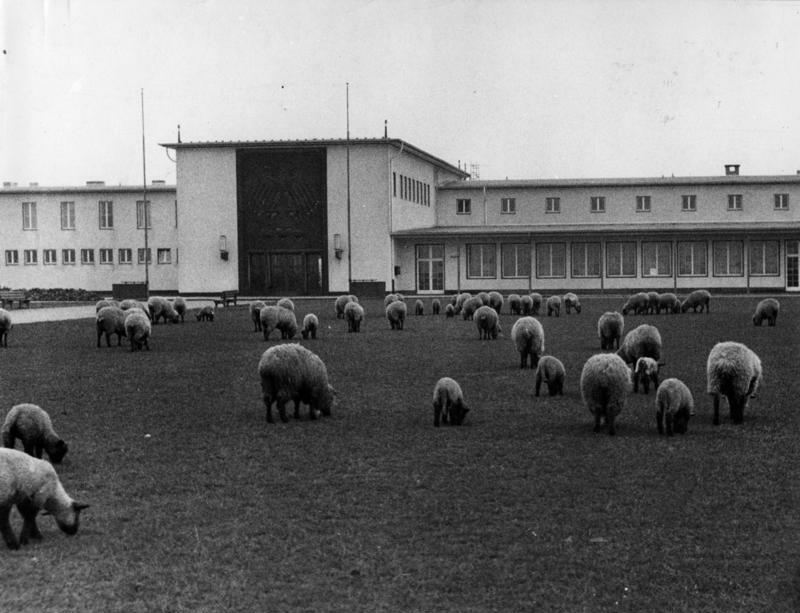
Haupteingang des Kölner Flughafens Butzweilerhof, 1937

Nach dem Deutschen Ballonsportclub 1889 wurde 1906 der Coelner Club für Luftschifffahrt gegründet, der heute noch als Kölner Klub für Luftsport besteht; er begann seine Fahrten am Aachener Weiher. 1909 wurde das Luftschiffer-Bataillon 3 im linksrheinischen Köln-Ossendorf stationiert; Flugwettbewerbe fanden auf der Rennbahn in Weidenpesch statt. 1912 kam zum Gelände in Ossendorf der angrenzende Butzweilerhof hinzu, der Flugplatz wurde danach zivil und militärisch genutzt. Nach dem Ersten Weltkrieg besetzte die Royal Air Force den Butzweilerhof, der 1925 wieder der Stadt Köln übergeben wurde. Bis zum Zweiten Weltkrieg wurde Köln einer der größten deutschen Flughäfen und unter anderem von Imperial Airways, Air France, Swissair, Sabena und Lufthansa bedient. Nach dem Krieg entsprach der „Butz“, obwohl nur gering beschädigt, nicht mehr den Anforderungen eines internationalen Flughafens. Von 1957 bis 1980 wurde er von den belgischen Heeresfliegern sowie von Sportfliegern genutzt; seit 1988 stehen die Gebäude unter Denkmalschutz.

### Vom Militärflugplatz Wahn zum zivilen Hauptstadtflughafen (1938–1964)

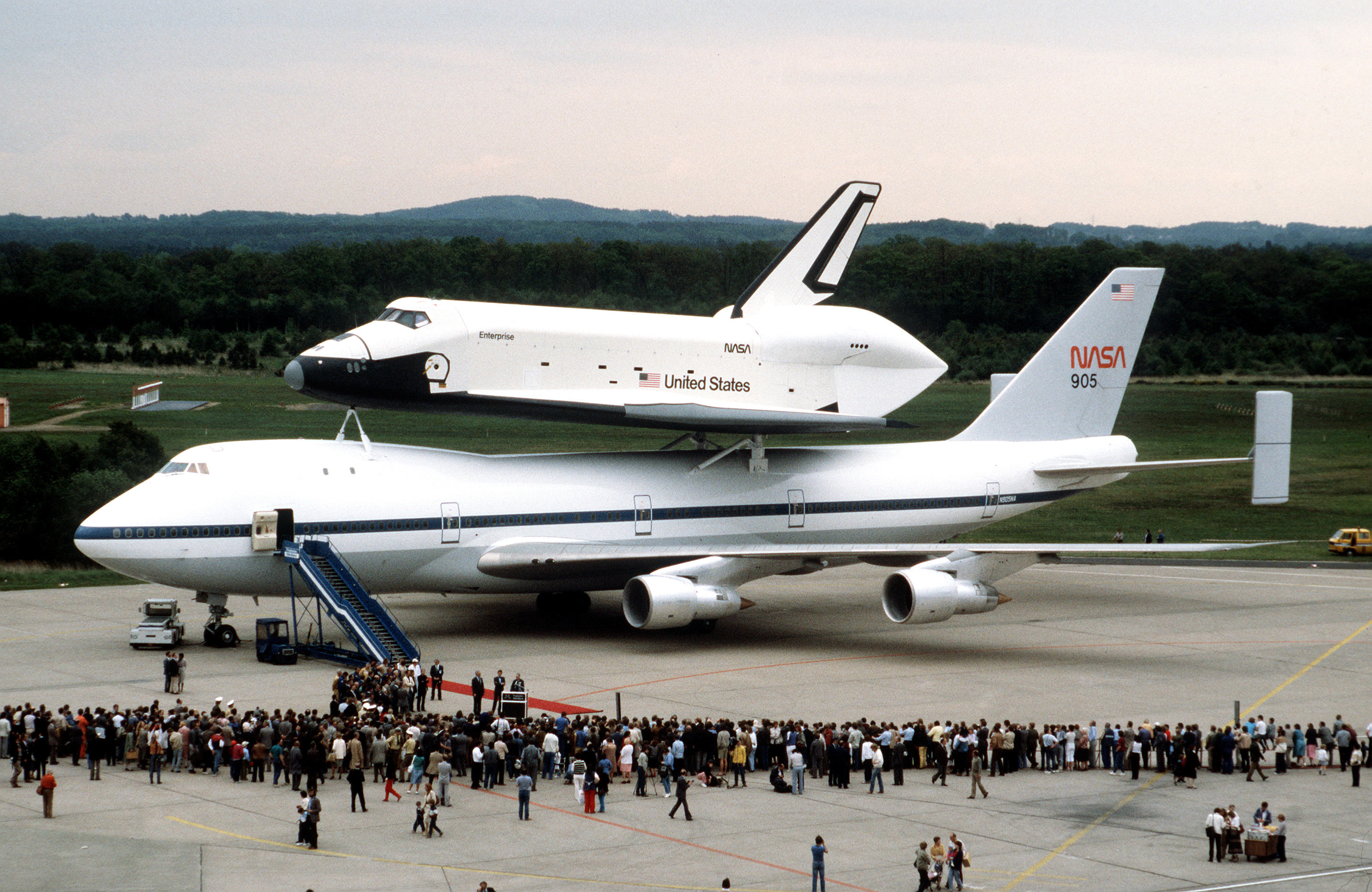
Space Shuttle Enterprise, Mai 1983

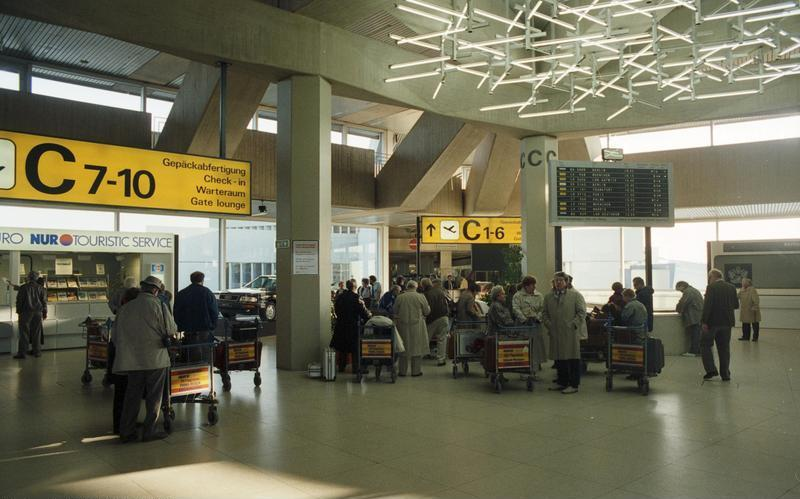
Historisches Foto, 1989

Das Gebiet des jetzigen Flughafens war Teil des Truppenübungsplatzes Wahner Heide und lag an dessen Rand. 1938 baute die deutsche Luftwaffe den Fliegerhorst Wahn auf dem ehemaligen Schießplatz Wahn in der Wahner Heide. Es entstanden die erste Startbahn, ein Tower und mehrere Hallen. Die folgende Tabelle zeigt eine Auflistung ausgesuchter fliegender aktiver Einheiten (ohne Schul- und Ergänzungsverbände) der Luftwaffe, die hier zwischen 1939 und 1945 stationiert waren.
| Von            | Bis           | Einheit                                                                            |                         |
| -------------- | ------------- | ---------------------------------------------------------------------------------- | ----------------------- |
| September 1939 | Mai 1940      | III./StG. 51 (III. Gruppe des Sturzkampfgeschwaders 51)                            | Junkers Ju 87B          |
| Oktober 1939   | Januar 1940   | I./StG. 1                                                                          | Junkers Ju 87B          |
| November 1939  | November 1939 | I./JG 77 (I. Gruppe des Jagdgeschwaders 77)                                        | Messerschmitt Bf 109E   |
| April 1940     | Juni 1940     | Stab, II./ZG 76 (Stab und II. Gruppe des Zerstörergeschwaders 76)                  | Messerschmitt Bf 110    |
| Mai 1940       | Juni 1940     | II./KG 76 (II. Gruppe des Kampfgeschwaders 76)                                     | Dornier Do 17Z          |
| September 1944 | Oktober 1944  | III./JG 27                                                                         | Messerschmitt Bf 109G-6 |
| Dezember 1944  | Januar 1945   | Stab, I., II., III./SG 4 (Stab, I., II. und III. Gruppe des Schlachtgeschwaders 4) | Focke-Wulf Fw 190F-8    |
| Dezember 1944  | Januar 1945   | IV./KG 200                                                                         |                         |

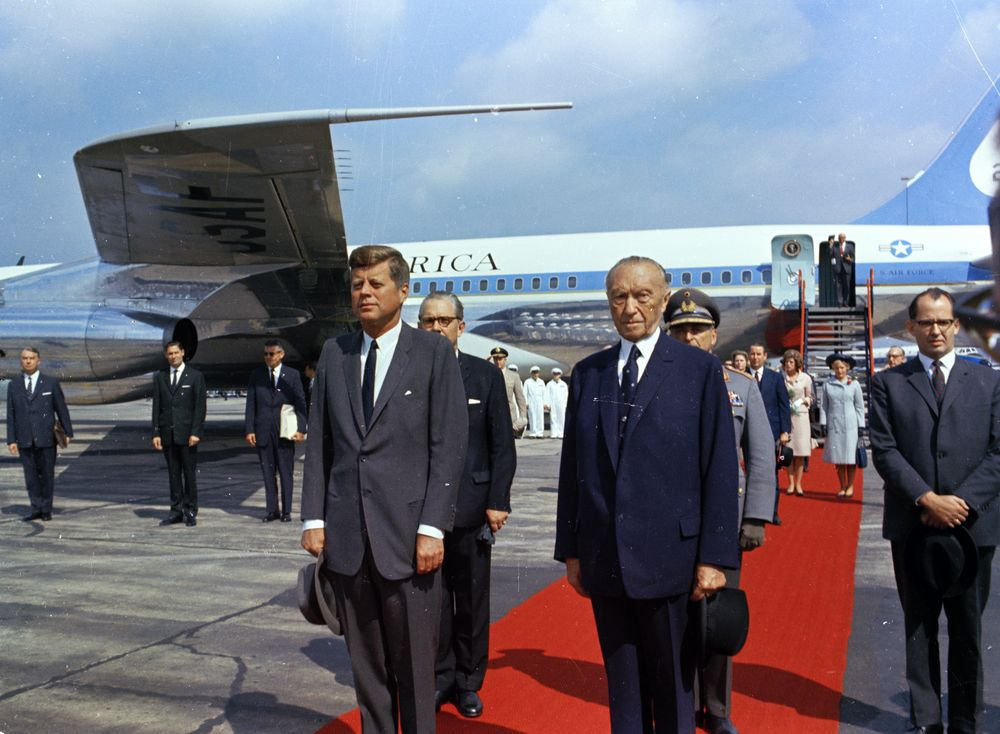
Präsident John F. Kennedy und Kanzler Konrad Adenauer auf dem Regierungsflughafen, 1963

Nach dem Zweiten Weltkrieg wurde der Flugplatz von der British Air Force of Occupation ausgebaut und eine Bahn mit 1866 m Länge angelegt. Hier lagen unter anderem eine Staffel Spitfire PR.9 und bis zu vier Staffeln Mosquito FB.6/B.35 gleichzeitig, sie bildeten das Geschwader 139. Wing. Nach Ende der Luftbrücke verlegten diese fünf Staffeln nach RAF Wunstorf und RAF Celle, und Anfang Oktober 1949 übergab die Royal Air Force die Kontrolle an die britische Kontrollkommission. Damals gab es Gespräche, den Flughafen auch wieder zivil zu nutzen, um Köln und die neue Bundeshauptstadt Bonn anzuschließen, was aber nur in sehr geringem Umfang geduldet wurde. Um 1947 begann der Kalte Krieg zwischen dem Westen und dem Ostblock; die innerdeutsche Grenze war ein Teil des eisernen Vorhangs zwischen den beiden Blöcken.
Die RAF stationierte in Wahn Staffeln mit Düsenjets: Zunächst wurde eine Staffel Meteor NF11-Nachtjäger aufgestellt, später auch Canberra PR.7-Aufklärer. 1954 wurde die 2.460 m lange Querwindbahn (07/25, seit 2006: 06/24) fertiggestellt. RAF-Einheiten der 2. Tactical Air Force nutzten den Flughafen bis Mitte 1957. Hierzu gehörte auch die 42. Staffel der Belgier, die damals die Republic F-84E/G/RF-84F flog.

1957 wurde der Flughafen in zivile Verwaltung übergeben. Das Abfertigungsgebäude war ein einfacher Bau am westlichen Ende der Querwindbahn, dessen üppige Blumenbeete ihm den Beinamen „Flower Airport“ bescherten. Für den internationalen Luftverkehr mit Düsenmaschinen genügten die Startbahnen aber nicht mehr. Aus diesem Grunde wurde die Hauptstartbahn parallel zu der 1.800 m langen Startbahn mit einer Länge von 3.815 m und einer Breite von 60 m vom Staatsneubauamt-Flughäfen in Wahn, unter der Leitung von Fritz H. Wolters, geplant und gebaut. Nach der Fertigstellung der großen Startbahn 1961 fand der erste Langstreckenflug ab Köln/Bonn statt. 

### Errichtung des modernen Flughafens Köln/Bonn (1965–1999)

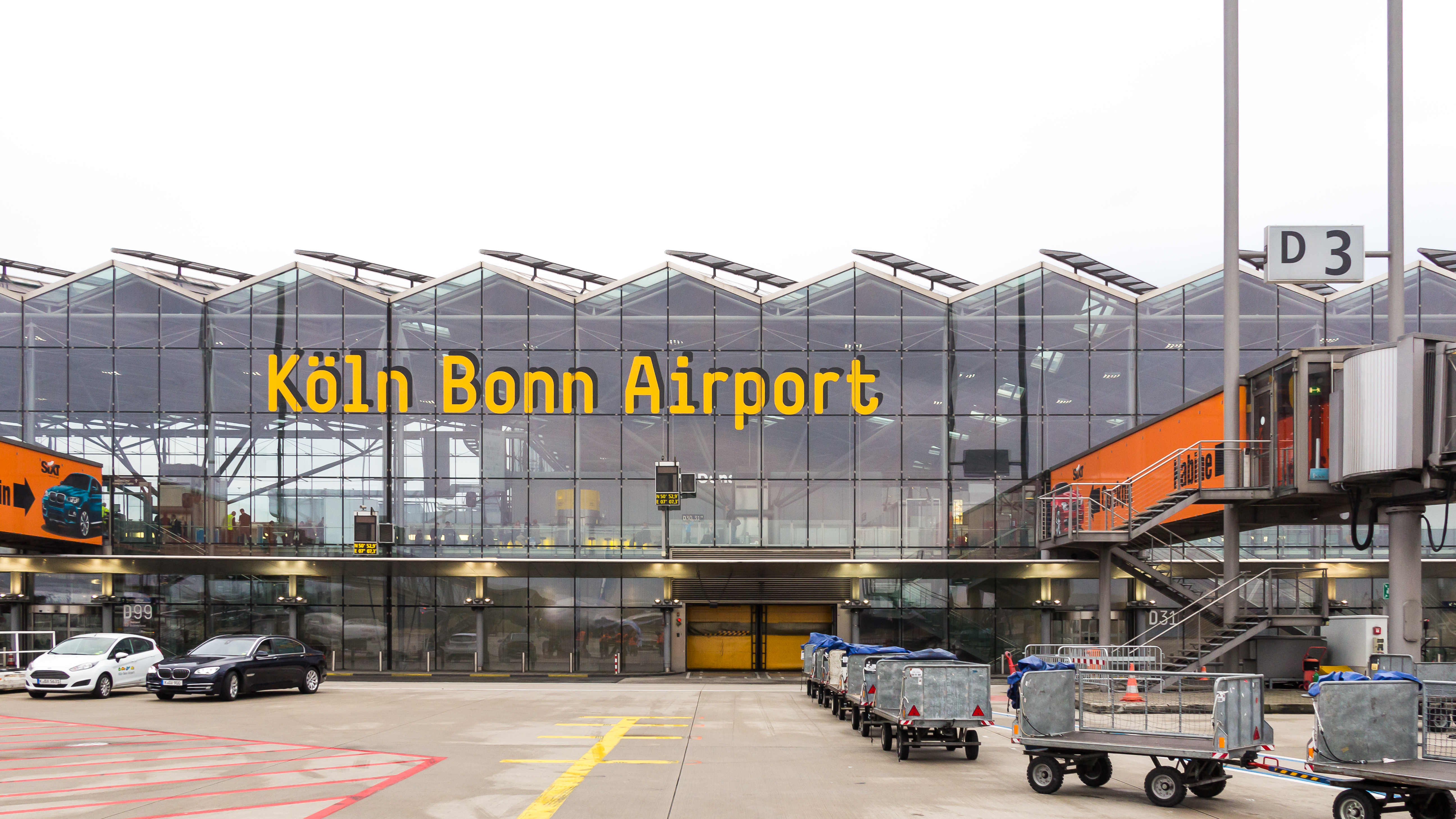
Fertigstellung Terminal 2, 2000

1965 begann mit der Grundsteinlegung für das neue Flughafenterminal und dem Bau des Radarturmes der Ausbau im Nordwest-Teil. 1968 wurde die Flugsicherung mit dem neuen Tower eingeweiht, zwei Jahre später das von Paul Schneider-Esleben entworfene heutige Terminal 1 eröffnet.
Bis 1978 stieg die Abfertigungskapazität auf zwei Millionen Passagiere. Der erste Tower wurde 1981 abgerissen, 1984 folgte der Abriss des „Flower Airport“. Im Mai 1983 besuchte eine NASA-Delegation Köln/Bonn mit dem Space Shuttle Enterprise. Mehr als 300.000 Besucher beobachteten die Landung bzw. besichtigten die Raumfähre, die auf den Rücken einer Boeing 747 montiert war. Die Landebahn des Flughafens Köln/Bonn gehörte seitdem zu den weltweit rund 60 Notlandeplätzen des wiederverwendbaren Shuttles. Diese benötigten solche Notlandebahnen für außerplanmäßige Landungen.
Im Jahr 1986 richtete UPS Airlines sein Europa-Drehkreuz am Flughafen Köln/Bonn ein. Das Unternehmen errichtete hier auch einen eigenen Tower. Mit TNT Airways folgte 1988 ein weiterer Fracht-Carrier mit seinem Europa-Hub. Von 1991 bis 1994 entstand der heutige Tower neben dem Gebäude der Flugsicherung. Um den Einsatz des ersten Bundeskanzlers für den Flughafen zu würdigen, wurde der Flughafen 1994 in Flughafen Köln/Bonn – „Konrad Adenauer“ umbenannt. 1996 übernahm Köln/Bonn nach einem Großbrand am Flughafen Düsseldorf fast den gesamten Verkehr. Zeitgleich erfolgte der Bau von Terminal West und die Errichtung einer zusätzlichen Etage mit einer Kanzel auf dem Dach der Halle B-C für die neue Vorfeldkontrolle. TNT stellte 1998 den Betrieb am Flughafen Köln/Bonn ein, um nach Lüttich umzuziehen. Im selben Jahr wurde das Parkhaus 2 eröffnet, dem ein Jahr später Parkhaus 3 folgte.

### Ausbau und Zeitalter der Billigfluggesellschaften (seit 2000)
Im Jahr 2000 wurde das 325 Millionen Euro teure Terminal 2 fertiggestellt. Die Bauarbeiten für die Anbindung des Flughafens an das Schienennetz begannen, und der Tower von 1968 wurde abgerissen. Im Mai 2001 wurde von der Polizei eine neue Wache im Terminal 1 bezogen. Sie befindet sich dort im Bereich C auf der Ankunftsebene und hat eine Fläche von 200 Quadratmetern. Bis dahin war sie in einem Behelfsbau neben der Flughafenverwaltung untergebracht. 2002 starteten Germanwings und Hapag-Lloyd Express erstmals von Köln/Bonn. Der Flughafen wurde im selben Jahr in Köln Bonn Airport umbenannt und ein neues Corporate Design eingeführt. Die Billigfluggesellschaften bescherten dem Flughafen 2003 einen Zuwachs von 43 %.
2004 wurde bei einem Unfall im Terminal 2 ein 18 Monate altes Kind in einer Drehtür eingeklemmt und tödlich verletzt, deshalb wurden anschließend alle Drehtüren gegen Bogen-Schiebetüren ausgetauscht. Im Juni desselben Jahres wurde der Flughafenbahnhof als Teil der Schnellfahrstrecke Köln–Rhein/Main fertiggestellt; zusammen mit der 15 km langen Flughafenschleife kostete er 532 Millionen Euro. Ebenfalls 2004 eröffnete EasyJet drei Routen nach Großbritannien, im Dezember wurde die 25 Millionen Euro teure Erweiterungshalle Starwalk eingeweiht, die Shops, Gastronomie, Flugsteige und Büros beherbergt. Am 28. Oktober 2005 wurde von Verkehrsminister Oliver Wittke ein neues Sortierzentrum von DHL eröffnet, das mit der dazugehörigen Infrastruktur neun Millionen Euro gekostet hat.
Von Juni bis November 2006 entstand in der Nähe der Flughafenverwaltung für vier Millionen Euro ein Verwaltungsgebäude von Germanwings für 150 Mitarbeiter. Mit 450.000 zusätzlichen Fluggästen stieg das Jahresaufkommen auf 9,9 Millionen. Das Frachtvolumen wuchs um sieben Prozent auf 698.000 Tonnen. Insgesamt gab es 152.000 Starts und Landungen. 2007 starteten bzw. landeten 10,47 Millionen Passagiere in Köln/Bonn. Damit überschritt der Flughafen zum ersten Mal die Marke von 10 Millionen Fluggästen in einem Jahr. Gegenüber dem Vorjahr bedeutete dies ein Wachstum von 6 Prozent. Trotz des Weggangs von DHL und Lufthansa Cargo im Oktober wuchs das Frachtvolumen um drei Prozent auf 719.000 Tonnen. Die Anzahl der Starts und Landungen ging auf 151.000 zurück. Am 31. März 2007 waren am Flughafen 12.460 Mitarbeiter in 135 Unternehmen beschäftigt.
Im August 2008 begann eine Finanzkrise, die auch in der Realwirtschaft eine Wirtschaftskrise auslöste.
Der Flughafen verzeichnete mit 10,35 Millionen Passagieren das erste Mal seit sechs Jahren rückläufige Passagierzahlen, 1,3 Prozent weniger als 2007. Das Frachtaufkommen sank durch den Weggang von DHL und Lufthansa Cargo auf 587.000 Tonnen. Die Nachtflugregelung wurde im Februar 2008 inhaltlich unverändert bis zum Jahr 2030 verlängert. Nach dem Umzug von DHL zum Flughafen Leipzig/Halle und dem Einstieg von FedEx in Köln wurde insbesondere von den Frachtflugunternehmen eine Verlängerung gefordert. Trotz energischer Proteste einiger betroffener Kommunen wurde die Verlängerung durchgesetzt. Im Rahmen des Tages der Luft- und Raumfahrt im benachbarten DLR-Zentrum landete am 19. September 2009 erstmals ein Airbus A380 in Köln/Bonn und präsentierte sich der breiten Öffentlichkeit.

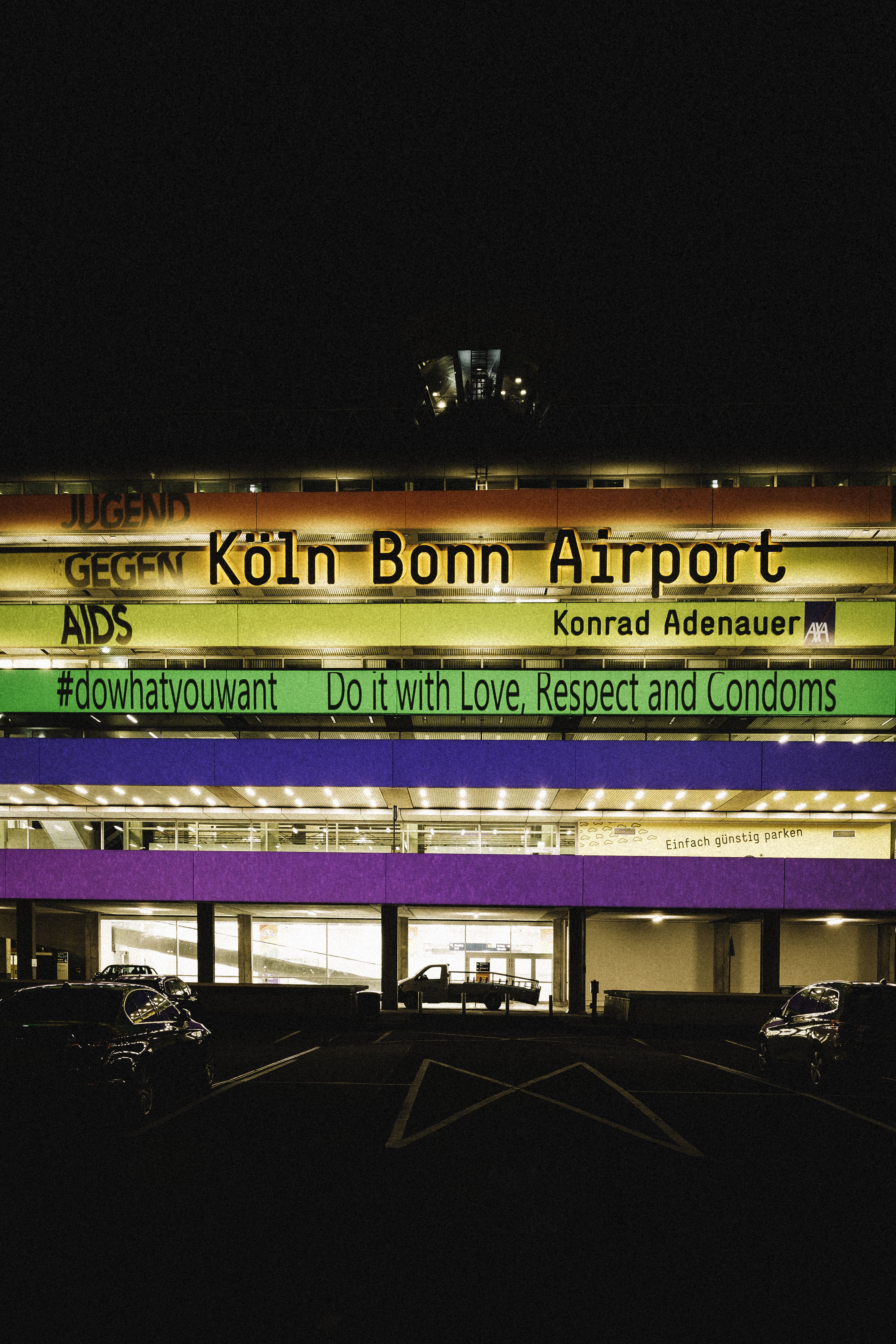
Projektion am Terminal 1 durch Jugend gegen AIDS anlässlich des Christopher-Street-Days (2017)

Im Jahr 2012 begann die irische Billigfluggesellschaft Ryanair regelmäßige Flüge von Köln/Bonn aus anzubieten. Die ersten Ziele waren Mallorca und Barcelona-Girona. 2015 begann Eurowings Langstreckenflüge von Köln/Bonn aus anzubieten. Der erste Flug startete im Oktober 2015 in Richtung Varadero auf Kuba. Von Dezember 2015 an flog Eurowings zudem Bangkok, Phuket (Thailand), Dubai (V.A.E.), Varadero (Kuba), Cancún (Mexiko), Bridgetown (Barbados), La Romana, Puerto Plata, Punta Cana (Dominikanische Republik) und Montego Bay (Jamaika) an. Es folgten im Mai und Juni 2016 Boston, Miami, Las Vegas (USA), Mauritius (Mauritius) und Teheran (Iran). Der Flug nach +Phuket war der längste Direktflug, der von Köln/Bonn aus durchgeführt wurde, mit einer Strecke von über 9.400 Kilometern. Im Februar 2018 teilte Eurowings mit, dass sie die Langstreckenbasis in Köln zum Winterflugplan 2018 zu Gunsten des Düsseldorfer Flughafens aufgibt.
Die ADAC Luftrettung GmbH ist mit den Rettungshubschraubern Christoph Rheinland sowie die Bundespolizei mit Christoph 3 am Flughafen stationiert. Sie fliegen Rettungseinsätze in und rund um Köln.
Seit 2014 initiiert der Flughafen gemeinsam mit der Organisation Jugend gegen AIDS jährlich eine Kampagne anlässlich des Christopher-Street-Day in Köln. 2017 wurde dazu – anlässlich der Abstimmung über die gleichgeschlechtliche Ehe im Deutschen Bundestag – das Terminalgebäude 1 durch den Lichtkünstler Matthias Strobl in den Pride-Farben angestrahlt. Im März 2020 begann die COVID-19-Pandemie in Deutschland; der Passagierverkehr ging massiv zurück. Der Flughafen verzeichnete einen Umsatzrückgang auf 208,4 Millionen Euro (2019: 341,2 Mio. Euro). Er praktizierte ein Einstellungsstopp, verschob Projekte, senkte Kosten und schickte viele Mitarbeiter in Kurzarbeit. Er verbuchte einen Verlust nach Steuern von 31,1 Millionen Euro. Das operative Ergebnis (EBITDA) war 2020 trotz der Corona-Folgen positiv (6,1 Millionen Euro).

## Passagiereinrichtungen

### Terminal 1

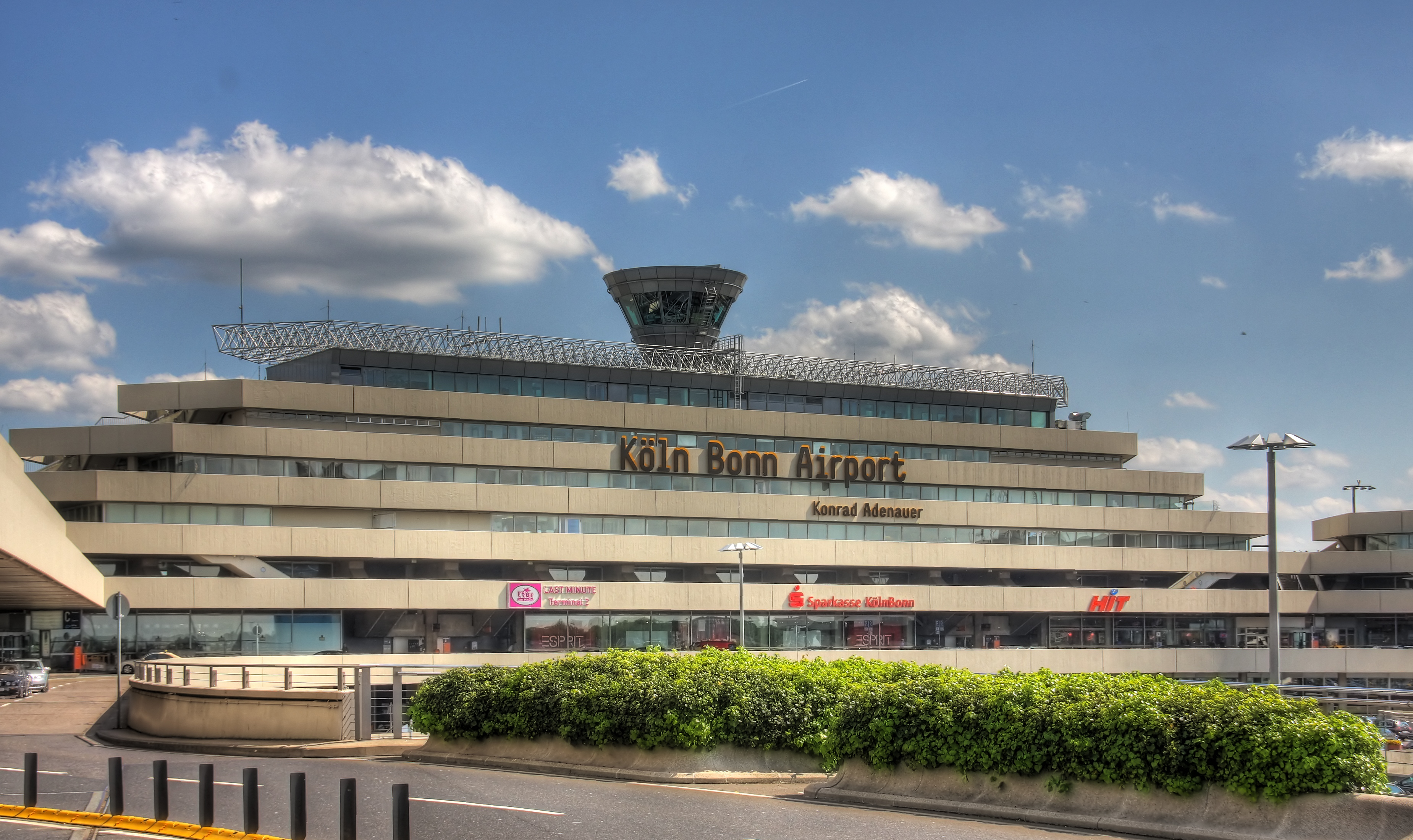
Terminal 1 Hauptgebäude (2009)

Der Auftrag für den Flughafen Köln/Bonn wurde dem Architekten Paul Schneider-Esleben direkt von der nordrhein-westfälischen Landesregierung erteilt, nachdem dieser den Großen Kunstpreis des Landes gewonnen hatte. Schneider-Esleben konzipierte für Köln/Bonn einen fünfeckigen Parkplatz mit einem zentralen Turm, durch den die Frischluft für die Klimaanlage angesaugt wird, sowie einem als Teich angelegten Rückkühlbecken zwischen der Zu- und der Ausfahrt. Der Platz wurde an drei Seiten vom Hauptgebäude mit den Bauteilen A, B/C und D umschlossen, an deren Ecken jeweils ein Gang zu einem der sternförmigen Satelliten auf dem Vorfeld führt. Im Erdgeschoss befindet sich der Bereich für ankommende Passagiere mit einer eigenen Vorfahrt, im 1. Obergeschoss die Haupthalle mit Verkaufsschaltern und die Satelliten, in denen auch die Gepäckabfertigung und Sicherheitskontrolle durchgeführt wird, darüber, in einem Zwischengeschoss, ein Transitgang. Die übrigen Etagen wurden für das Besucherrestaurant und die Aussichtsterrassen sowie Büroräume genutzt.

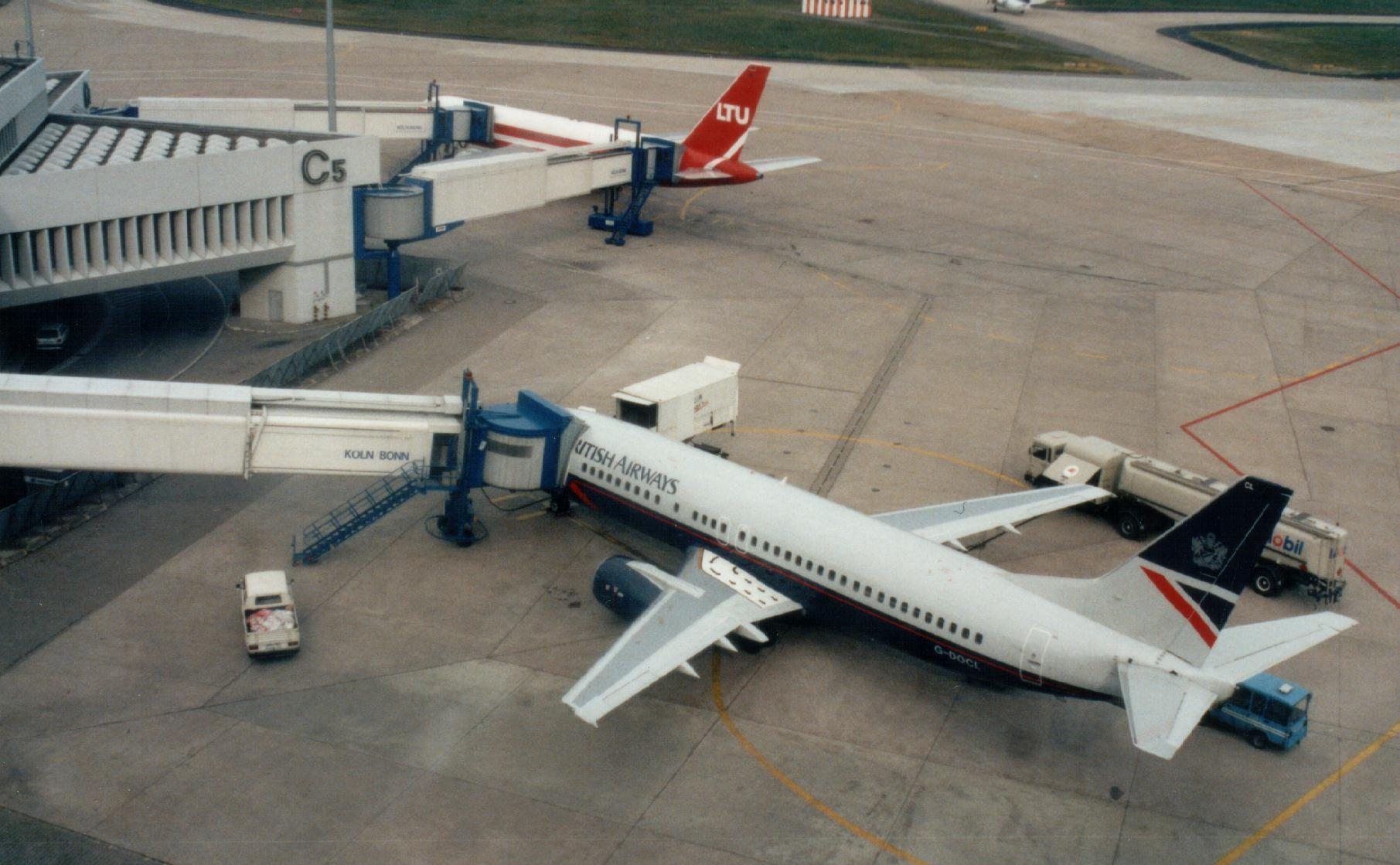
Terminal 1 – Gate C 5 (2001)

Wichtige Kriterien beim Entwurf des Abfertigungsgebäudes waren kurze Wege vom Parkplatz zum Flugzeug wie auch beim Transit, eine großzügige, kreuzungsfreie Straßenführung und überschaubare Wege im Gebäude. Einen teleskopartigen Tunnel als Wetterschutz auf dem Weg zum Flugzeug hatte man erstmals 1936 in London-Gatwick am „Bienenstock“-Terminal ausprobiert, sie hatten sich in Europa aber noch nicht allgemein durchgesetzt. Genf-Cointrin war 1968 der erste europäische Flughafen mit sogenannten Vorfeld-Satelliten, die man vom Hauptgebäude aus durch einen Fußgängertunnel erreichen konnte, der jedoch als unpraktisch empfunden wurde, zumal Flugzeuge nicht an die Satelliten andocken konnten und Passagiere beim Einsteigen weiterhin dem Wetter ausgesetzt waren.
Wesentliches Merkmal der Anlage war die dezentrale Abfertigung direkt am Flugzeug statt in einer zentralen Halle. Jede der sechs Abfertigungspositionen an einem Satelliten besaß eigene Check-in-Schalter, dahinter einen eigenen Warteraum mit Sicherheits- und Passkontrollstelle, Toiletten und Fluggastbrücke. Ankommende Passagiere gelangten entweder auf gleicher Ebene in die Halle und von dort zur Gepäckausgabe im Erdgeschoss oder, falls es sich um einen internationalen Flug handelte, über eine Treppe zum darüberliegenden Transitgeschoss, einem balkonartigen Netz von Verbindungsgängen zwischen den Warteräumen, auf dem sich auch die Duty-Free-Shops und der Zugang zum Transitrestaurant befanden (die Treppe zum Restaurant ist heute noch sichtbar in der Halle B-C zwischen Burger King und dem Zeitschriftenladen, wird aber schon lange nicht mehr benutzt). Die seinerzeit als innovativ befundene Wegführung trennte den Flugscheinverkauf in der Halle vom Check-in in den Satelliten, machte separate Gebäudeflügel für nationalen und internationalen Verkehr überflüssig und die Fehlleitung von Gepäckstücken und Passagieren fast unmöglich, da der Check-in direkt vor dem Flugzeug stattfand.
Das Gebäude besteht zu weiten Teilen aus unverputzten Betonplatten und wirkt bei der Anfahrt wie ein Betongebirge. Tatsächlich werden die großen Fensterflächen der Haupthalle von außen lediglich durch die Brüstungen der balkonartigen Gänge auf der Zwischenetage verdeckt, von innen hatte man einen sehr guten Ausblick auf das Vorfeld, Lichthöfe neben den Treppenhäusern sorgen für zusätzliches Tageslicht.
Von den ursprünglich vier geplanten Satelliten wurden allerdings bei der Eröffnung nur die beiden mittleren gebaut.
Der Rohbau wurde so dimensioniert, dass im Kellergeschoss eine Endhaltestelle für Züge in Größe einer Straßenbahn untergebracht werden konnte, Planungen für einen Anschluss an die damalige Köln-Bonner Eisenbahnen oder eine Alwegbahn wurden jedoch mangels Bedarf nicht weiter verfolgt. Auch eine mögliche dritte Parkplatzebene wurde nie realisiert.

#### Umbauten und Erweiterungen

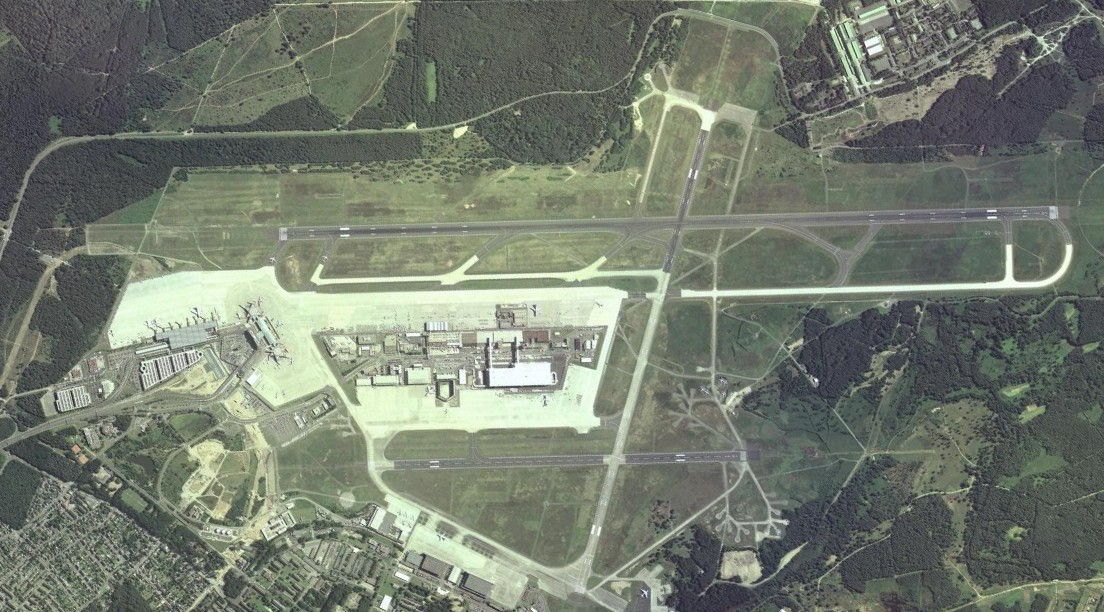
Luftbildaufnahme

1972/73 wurde der zentrale Parkplatz um eine Etage aufgestockt, die Gepäcktunnel von den Satelliten zum Hauptgebäude stillgelegt und in den Ankunftbereichen größere Ausgabebänder, die vom Vorfeld beschickt wurden, eingebaut. 1974 entstanden die zusätzlichen Check-in-Schalter C7–C10 in der Haupthalle C-D.
1989/90 wurde die Halle A in einen Check-in-Bereich für die Lufthansa mit „Senator-“ und „Frequent Traveller Lounge“ umgebaut. Es entstand eine Gepäcksortierhalle in Leichtbauweise auf dem Vorfeld A, die Abfertigung erfolgt mit Vorfeldbussen. Halle D dient seit ihrem Umbau als Check-in-Bereich für Charterflüge.
1996 wurde auf der ehemaligen Besucherterrasse auf dem Dach der Halle B-C eine zusätzliche Etage und eine Kanzel für die neue Vorfeldkontrolle errichtet. Das Rückkühlbecken der Klimaanlage, der „Teich“ zwischen der Zufahrt zum Parkdeck, wurde trockengelegt und vorübergehend luftgekühlte Wärmetauscher darin aufgestellt, im Rahmen der Bauarbeiten für den Bahnhof und Parkhaus 2 wurde es mit der Zufahrt abgerissen.
Seit dem 1. Mai 2001 existierte ein zentrales Check-In im Terminal 1, Bereich A. Damit entfielen die bisherigen dezentralen Check-in-Schalter im Bereich B. Die dezentralen Einrichtungen zur Personen- und Handgepäckkontrolle im Stern B wurden abgeschafft und durch eine zentrale Kontrollstelle am Eingang zu Stern B ersetzt.
Seit 2004 befand sich der Check-in für Germanwings an neuen Schaltern in der Halle C am Übergang zum Terminal 2. Die Schalter C7-C10 im Stern C werden nur noch als Reserve funktionsbereit gehalten, da sie nicht an die automatische Gepäcksortieranlage angeschlossen sind. Im Dezember eröffnete der „Starwalk“ zwischen den Satelliten B und C, um auch im Terminal 1 die gleichen Einkaufsmöglichkeiten wie im Terminal 2 zu bieten und zusätzliche Busgates zu schaffen. Zu der gläsernen Halle mit einem Tonnendach aus Blech führt eine Brücke in der Mitte der Halle B-C, in der auch die Sicherheitskontrollen durchgeführt werden. Weitere Brücken führen zum Satelliten B und C. Die Fluggastbrücken B1 und C6 mussten abgebaut werden. Am Starwalk wurde Platz für drei neue Fluggastbrücken geschaffen, die aber bisher (2007) noch nicht montiert sind.
Im Februar 2005 verklagte Prof. Schneider-Esleben, der Architekt des Terminals 1, die Flughafengesellschaft, weil er sein architektonisches Urheberrecht durch den Starwalk missachtet sah. Für 175.000 Euro trat er der Flughafengesellschaft die Rechte an dem Bauwerk ab.
Im Mai 2006 begannen die Arbeiten am Verbindungsbau des Terminals 1 zum Flughafenbahnhof. An Stelle des provisorischen Ausgangs entstand ein zweigeschossiges Verbindungsbauwerk aus Stahl und Glas mit einer Fassadenfläche von 1.400 Quadratmetern. Über zwei Rolltreppen und einen Aufzug gelangen Fluggäste nun vom Bahnhof auf direktem Weg in die Ankunft- und die Abflugebene des Terminal 1, Bereich A/B. Architekt ist Helmut Jahn, nach dessen Plänen am Köln/Bonner Flughafen schon einige Gebäude entstanden sind. Die Deutsche Bahn als Bauherrin beziffert die Baukosten auf 8 Millionen Euro. Die Eröffnung erfolgte im Juni 2007, zeitgleich mit der Eröffnung des neuen Terminalbereichs 1 A/B von Germanwings.
Im Oktober 2006 wurden die Check-in-Schalter vom Abflugbereich B zum Abflugbereich C des Terminal 1 verlegt. Im Zuge der Neugestaltung entstanden anschließend 26 neue Check-in-Schalter plus Ticketschalter. Außerdem eröffnete das erste Restaurant mit Tischbedienung am Flughafen. In diesem Zuge erhielt das Terminal einen Zugang zum Bahnhof.
Am 17. Juni 2007 erhielt Germanwings einen neuen Check-in-Bereich mit 26 Check-in-Schaltern. Auch eine neue Gepäckanlage im Vorfeldbereich A ging hierbei in Betrieb. Hinzu kamen ein Restaurant, ein Ärztezentrum und eine neue Bahnhof-Vorhalle. Im Oktober bezog die Lufthansa den Bereich C. Die alten Check-in-Schalter wurden zurückgebaut, um neue Non-Aviation-Flächen zu erhalten. Das Vorfeld A wurde erweitert.
2008 bezog Lufthansa den komplett erneuerten „Flugsteig C“. Mittelpunkt des neuen Gatebereichs sind die beiden neuen Lufthansa-Lounges, die sich inmitten des neuen Abflug- und Ankunftbereiches befinden. Neben der Vergrößerung der Non-Aviation-Flächen erweiterte der Flughafen die zentrale Sicherheitskontrollstelle im Terminal 1 von 10 auf 18 Spuren. Hinzu kam der Ausbau des Non-Aviation-Bereiches mit zehn Geschäften.
Mai 2009: Köln/Bonn ist Europas erster Low-Cost-Flughafen, der transitfähig ist. Im Terminal 1 wurde ein neuer Transitbereich geschaffen, der alle Umsteige-Relationen zwischen Non-EU-, Non-Schengen- und Schengen-Raum-Zielen gestattet. Dazu wurden im Warteraumbereich B der Non-Schengen- und der Schengen-Bereich räumlich getrennt und 2 neue Sicherheitskontrollstellen sowie 6 zusätzliche Passkontrollboxen eingebaut. In einer Bar und einem Duty-Free-Shop können sich die umsteigenden Passagiere während ihrer Wartezeit versorgen. Ihr Gepäck wird komplett durchgecheckt, sofern die Airline diesen Service anbietet. Der Umbau kostete etwa 600.000 Euro.
Am 23. Juli 2009 wurde ein neuer Supermarkt, mit einer Verkaufsfläche von 500 Quadratmetern im Abflugbereich C eröffnet.
Im Frühjahr 2010 wurde ein neuer, zentraler Abholerbereich im Terminal 1 auf der Abflug-Ebene geschaffen. Ankommende Passagiere gelangen über ein Laufband oder Aufzüge in den Abflug/Ankunftbereich.
Anfang 2011 wurden die Geschäfte im Terminal 1 teilweise umgestaltet und die Gastronomie im Wartebereich der Ankunft um eine „Piano Bar“ mit zeitweiliger Livepianomusik erweitert. Eine neue Besucherterrasse ermöglicht bei freiem Eintritt eine ungehinderte Aussicht auf alle Start- und Landebahnen.

### Terminal 2

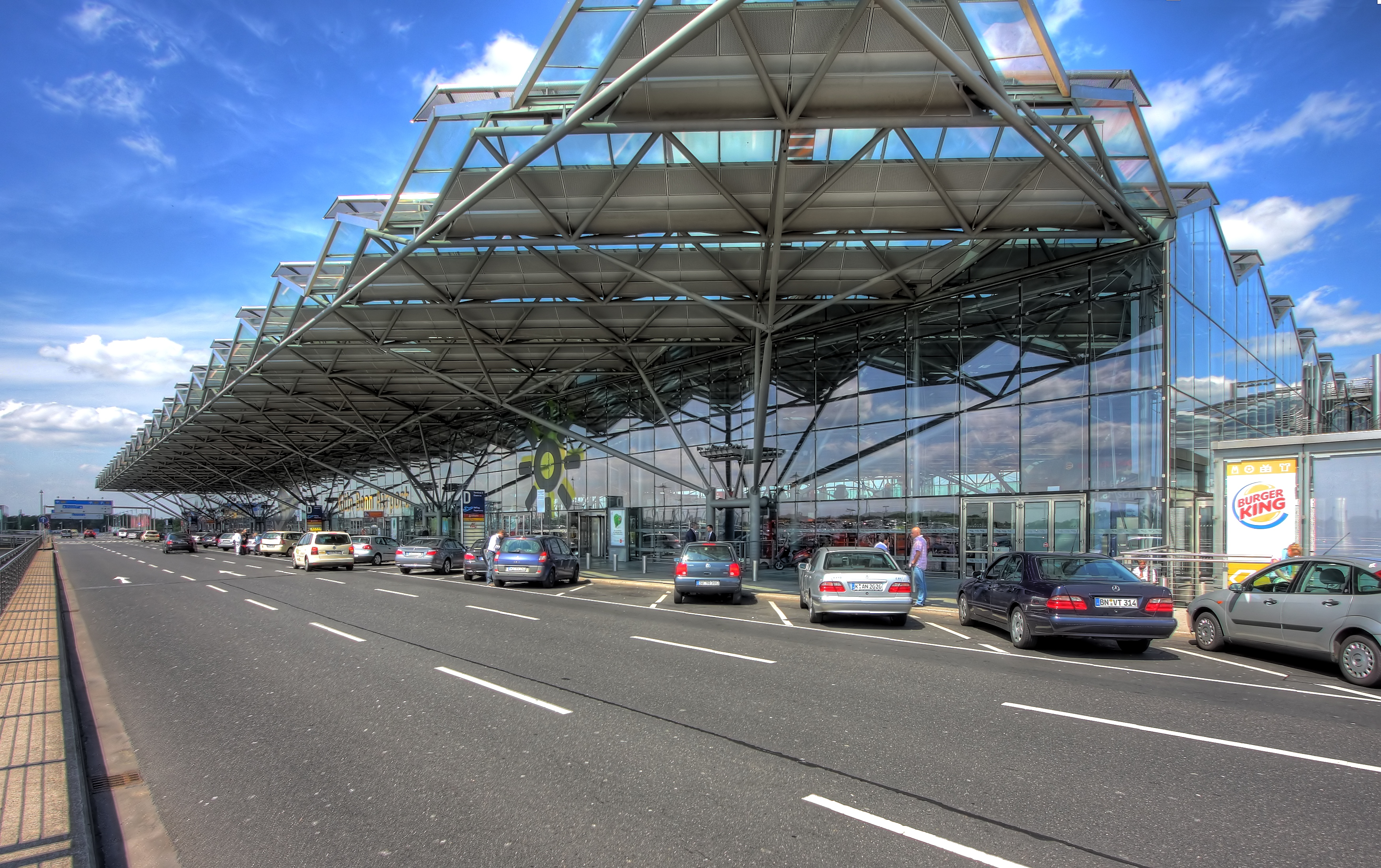
Terminal 2 von außen (2009)

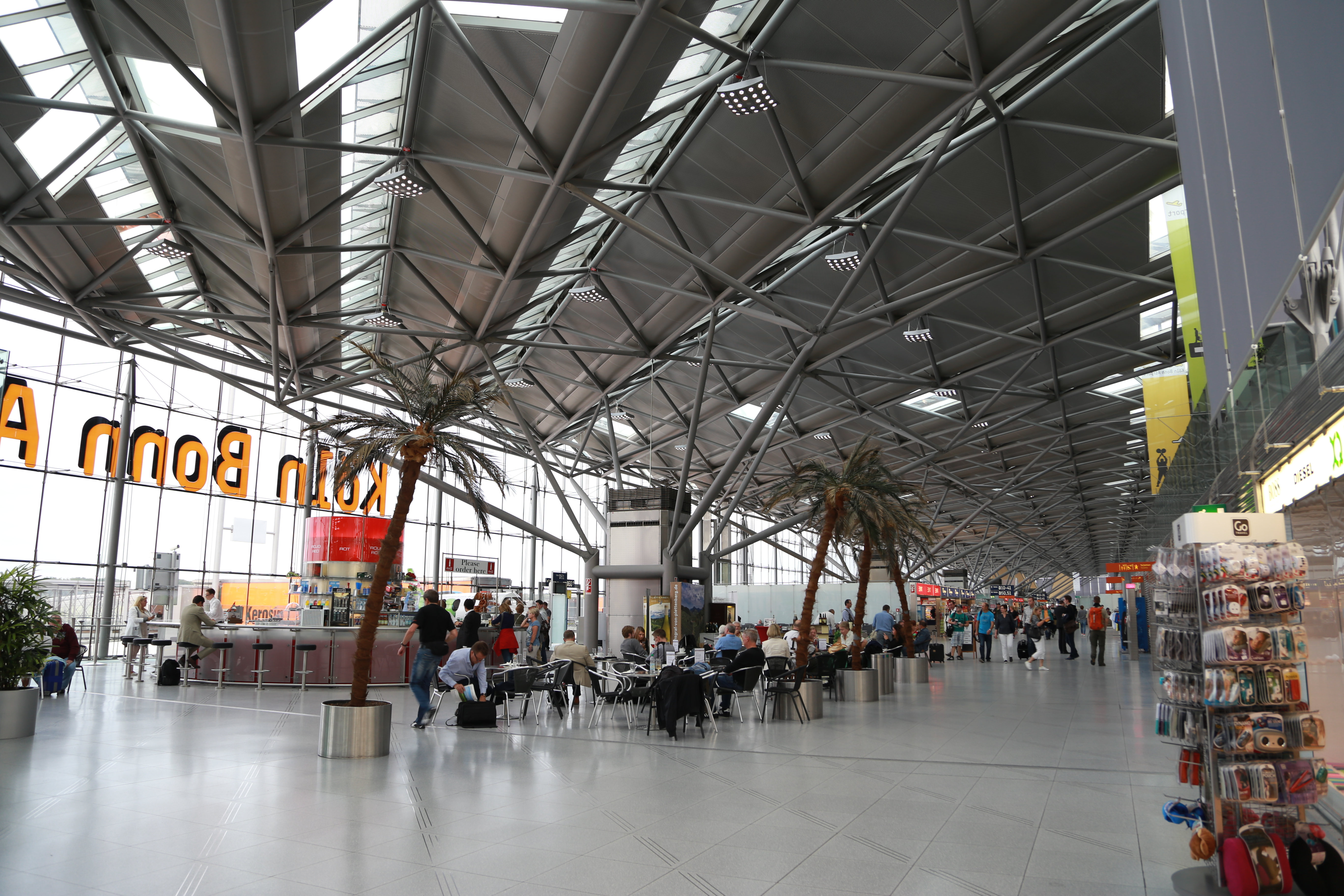
Terminal 2 von innen (2014)

Als in den 1990er-Jahren absehbar wurde, dass das alte Gebäude nicht mehr die steigenden Passagierzahlen bewältigen konnte, wurde ein Architekturwettbewerb für ein zweites Terminal ausgeschrieben. Während der Flughafen jedoch eine „würdevolle“ Erweiterung des bestehenden Gebäudes erwartete, lieferten die renommierten Architekten entweder Standardware (Murphy & Jahn, JSK, Behnisch und Partner) oder teilweise utopische Fantasiegebäude mit eingebauten Biotopen (Christoph Ingenhoven), einen pompösen „Barockgarten“ (Entwurf Zeidler Roberts Partnership) oder einen in Käfigen eingezäunten Wald mit ausufernden Parkhäusern (Büro Nouvel/Cattani).
Der erste Preis wurde nicht vergeben, und die Kritiken umschreiben mitunter wenig schmeichelhaft die Ablehnung der Juroren („der Entwurf krankt an allen Prinzipien seiner Konzeption“). Die Ideen von Murphy & Jahn sowie JSK sollten daher zu einem geeigneten Entwurf überarbeitet werden. Am 30. Juni 1997 erfolgte die Grundsteinlegung des hauptsächlich aus Stahl und Glas gefertigten Gebäudes für etwa 380 Millionen Mark. Es ist etwa 300 m lang und 75 m tief.
Helmut Jahn, der mit seinem Terminal in Chicago O’Hare für Aufsehen gesorgt hatte, realisierte eine gläserne Halle mit acht Gates, die später noch verlängert werden kann, in der verlängerten Flucht der Halle D. Im Obergeschoss befinden sich 40 Check-in-Schalter, großzügige Wartebereiche und Lounges, Snackbars und Zeitschriftenläden, darunter eine Zwischenetage mit Reisebüros und im Erdgeschoss, das vom Niveau her allerdings dem Kellergeschoss des alten Terminals entspricht, die Gepäckausgabehalle mit Pass- und Zollkontrolle, den Ausgängen West und Ost, sowie weiteren Bars, Shops und einem Supermarkt.
Im Kellergeschoss befindet sich der Zugang zum unterirdischen Bahnhof, der auch als Verbindung zu einem später geplanten ähnlichen Erweiterungsterminal an der Halle A genutzt werden könnte. Das in der Verteilerebene befindliche Art Foyer umfasste einen Bistrobereich, der mittlerweile geschlossen ist und den ebenfalls nicht mehr genutzten multimedialen Ausstellungsbereich der Kunst- und Ausstellungshalle der Bundesrepublik Deutschland, der interaktiv über aktuelle, zukünftige und vergangene Ausstellungen der Kunst- und Ausstellungshalle informierte. Jeder Nutzungsbereich ist in einem separaten freistehenden Riegel untergebracht. Die räumliche Anordnung der Riegel zeichnet die Laufrichtung der Fluggäste nach.
Die großzügige Verglasung des gesamten Terminals bringt nicht nur viel Licht ins Gebäude, sondern erleichtert auch die Orientierung zur Luft- wie zur Landseite. Keine einzige Sprosse unterbricht die 12.500 Quadratmeter große Glasfassade, die Architekt Helmut Jahn an einem Seilgesperre aufgehängt hat. Durch ein Atrium gelangt Tageslicht über alle Geschosse bis hinunter zur Bahnverteilerebene. Das Gebäude ist ausgelegt für jährlich sechs Millionen Passagiere; Herzstück des Terminals ist die große Gepäcksortieranlage auf der Vorfeldebene, die bis zu 3000 Gepäckstücke pro Stunde verteilt. Koffer und Taschen werden vollautomatisch gescannt und somit dank modernster Technik nach dem jeweiligen Flugziel sortiert.
Im April 2000 wurde nach knapp dreijähriger Bauzeit Terminal 2 fertiggestellt. Es schloss sich eine mehrwöchige Test- und Erprobungsphase an, bevor das Terminal im Juni für den Flugbetrieb freigegeben wurde. Terminal 2 hatte bereits am 11. Juli 2000 seinen Betrieb aufgenommen und wurde am 21. September 2000 offiziell eröffnet.

#### Umbauten und Erweiterungen
Seit 2004 erreicht man den unterirdischen Fern- und Regionalbahnhof durch das Kellergeschoss des Terminals 2. Aufgrund der wachsenden Passagierzahlen und erhöhten Sicherheitsanforderungen wurden 2004 die Sicherheits-Kontrollstellen im Terminal 2 ausgebaut.
2005 wurde der Eingangsbereich zu den Warteräumen vergrößert, um Platz für zusätzliche Sicherheitskontrollstellen zu schaffen. Als zweite Baustufe kann das Gebäude nach Westen verlängert werden, als dritte Stufe ist langfristig ein ähnliches, jedoch kürzeres Gebäude als Verlängerung der Halle A möglich.
2013 eröffneten die damalige Dezernentin für Soziales, Integration und Umwelt Henriette Reker und Flughafenchef Garwens den „Raum der Stille“ auf der Basisebene des Terminal 2. Der „Raum der Stille“ am Flughafen Köln/Bonn ist ein interreligiöser Rückzugsort, der Reisenden die Möglichkeit bietet, in einer ruhigen Umgebung zu beten, zu meditieren oder zur inneren Besinnung zu kommen. Der Raum ist für Menschen aller Glaubensrichtungen zugänglich und fördert eine Atmosphäre des respektvollen Miteinanders.

### Terminal West
Im Juli 1996 eröffnete man das „Terminal West“, ein zusätzliches Abfertigungsgebäude mit acht Gates zwischen Terminal 1 und dem Frachtbereich. Seit der Eröffnung von „Terminal 2“ wurde es auch für Sonderveranstaltungen, Sonderflüge (Rückkehrer nach der Tsunami-Katastrophe etc.) und gelegentliche Konzerte flughafenansässiger Firmen genutzt. Beim Papstbesuch 2005 diente es als Pressezentrum.
Das Terminal West wurde bis Oktober 2008 komplett zurückgebaut. An gleicher Stelle steht nun das neue FedEx-Drehkreuz für Zentral- und Osteuropa.

### General Aviation Terminal
1985 entstand das erste GAT. Dieser Bereich war später sehr umständlich zu erreichen.
Ein neues General Aviation Center für den Privat- und Geschäftsverkehr wurde im Herbst 2011 am Parkplatz P5 eröffnet. Auf rund 1200 Quadratmetern und zwei Etagen bietet das neue Terminal neben der Personenkontrollstelle eine Lounge, VIP-Räume, Konferenzräume und eine Galerie. Auch für den Zoll und die Bundespolizei stehen Räumlichkeiten zur Verfügung. Die Fassade des Gebäudes ist komplett verglast. Da sich das neue GAT anders als sein Vorgänger außerhalb des Sicherheitsbereiches befindet, müssen die Kunden nicht mehr zweimal kontrolliert werden, sondern wie alle anderen Passagiere einmal. Privat- und Businessflüge ab Köln/Bonn werden also deutlich vereinfacht. Jedes Jahr nutzen rund 12.500 Gäste das GAT. Zu den Kunden zählten in der Vergangenheit unter anderem Robbie Williams, Bon Jovi, Michael Schumacher und die Fußballer der deutschen Nationalmannschaft.

### Parkhäuser

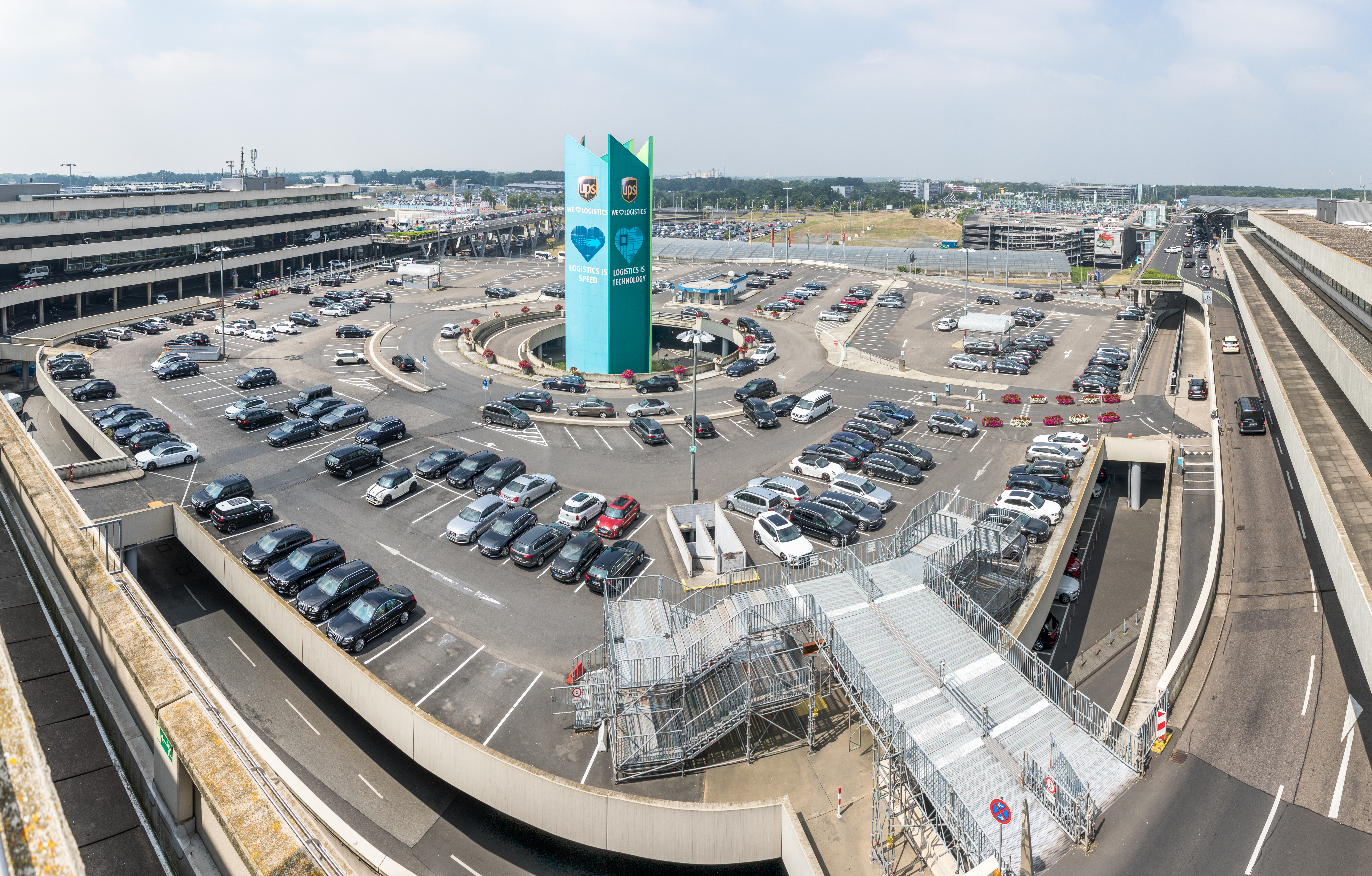
Parkplatz P1 am Terminal 1 (2018)

Die Parkhäuser P1, P2 und P3 am Flughafen bieten insgesamt rund 13.000 Autostellplätze. Das Parkhaus 1 befindet sich im Mittelbereich des Terminal 1. Die Parkhäuser 2 und 3 sind mit einer elektronischen Stellplatzerfassung ausgerüstet und weisen mit LED-Anzeigen den Weg zum nächsten freien Platz.
- 30. Juni 1997: Gleichzeitig mit der Grundsteinlegung für das Terminal 2 schwebte der Richtkranz über Parkhaus 2, das seit Anfang 1998 Platz für 5800 Fahrzeuge bietet. Terminal 2 wurde auf dem Gelände des früheren Parkplatzes Nord errichtet, so dass neue Parkhäuser für die wegfallenden Stellplätze errichtet werden mussten. Trotz dieser Dimension hat der Architekt Helmut Jahn aus Chicago ein übersichtliches Gebäude entworfen, dessen trapezartigen Grundriss er in vier jeweils 65 Meter breite Einheiten unterteilt hat. Dazwischen liegen 10 Meter breite Luft- und Lichtschächte, die einen allseitig offenen Eindruck vermitteln. Auch die vielgelobte Übersichtlichkeit des Köln Bonn Airport wurde nicht beeinträchtigt, denn hinter dem P2 blieben die Fassaden des bestehenden und des neuen Terminals sichtbar. Die reinen Baukosten beliefen sich auf rund 70 Millionen Mark.
- Am 26. März 1999 ging das Parkhaus 3 in Betrieb. P3 ist mit 4300 Stellplätzen auf acht Ebenen hauptsächlich für Urlauber gedacht. Parkhaus 3, das wie sein „großer Bruder“ P2 von Helmut Jahn gestaltet wurde, ist trotz seiner Größe hell und übersichtlich. Mit seiner dezenten Farbgebung, seiner Edelstahlfassade und seinen gläsernen Außenfahrstühlen ist es kein „Parkhaus von der Stange“. Für den Fußweg zum Terminal muss der Reisende etwa 10 Minuten veranschlagen. 2006 und 2007 wurde es erweitert.
- Am 15. Mai 2001 öffnete der Parkplatz Nord seine Schranken. Er ist insbesondere für Kfz mit Übergröße wie beispielsweise Wohnmobile geeignet. Die Parkhäuser 2 und 3 sind nur für Fahrzeuge bis zu einer Höhe von 1,95 Metern befahrbar.
- Das ausgediente Parabelflugzeug „Zero G“ hat am 8. August 2015 seinen endgültigen Standplatz auf dem Parkplatz Nord gefunden. Ein Schwerlastkran hievte den rund 80 Tonnen-Airbus A300 vom Vorfeld auf den Parkplatz. Das Deutsche Zentrum für Luft- und Raumfahrt hatte „Zero G“ für Parabelflüge genutzt, bei denen die Schwerelosigkeit simuliert wurde.
- 2008 wurden die Kurzzeitparkplätze im Ankunftsbereich am Terminal 2 auf die westliche Stirnseite verlegt.

### Orientierung
Seit der Eröffnung von Terminal 1 werden am Flughafen Köln/Bonn Buchstaben für die Bezeichnung der Flugsteige und später auch für die separaten Check-In Schalter benutzt, jedoch nicht für die Verkaufsschalter der Fluggesellschaften oder Ladengeschäfte. Aus den ursprünglich geplanten Satelliten A, B, C und D wurden bis 1999 die Satelliten B und C, die Hallen A und D und eine „namenlose“ Halle zwischen B und C. 2000 übernahm Terminal 2 den Buchstaben D, die ehemalige Halle D im Terminal 1 gehört seitdem zum Bereich C, Halle A behält jedoch vorerst ihren Buchstaben.
2004 wurden mit der Eröffnung des Starwalks die Satelliten B und C praktisch zu einem Bauteil mit gemeinsamen Eingang zusammengelegt, der Check-In für B findet jedoch in Halle A statt.
Nur auf der Abflugebene sind alle Abschnitte durchgehend verbunden, auf den übrigen Etagen muss man zwischen den Terminals das Gebäude verlassen.
Die Erscheinung der Wegweiser und Hinweisschilder wurde mehrfach geändert. Im Terminal 1 war die Beschilderung zunächst noch nicht einheitlich, überwiegend wurden silberne Aluminiumschilder mit schwarzen Großbuchstaben eingesetzt oder die Bezeichnungen der Flugsteige mit schwarzer Farbe auf den Beton gestrichen. Es folgten die international üblichen gelben Leuchtschilder mit schwarzer Schrift und einfachen Symbolen, wie sie von Andreu und Frutiger 1974 für Paris-Roissy entworfen wurden. Im Terminal 2 wurden 2000 modernere Schilder mit gelber Schrift auf dunkelblauem Hintergrund und mit überarbeiteten Symbolen eingesetzt, bevor 2003 im Rahmen der neuen Corporate Identity eine Schriftart ähnlich der OCR-A und farbige, teilweise abstrakte Symbole eingeführt wurden. Die neue Schrift wurde in großen halbtransparenten Folienbuchstaben auf die Fassade des Terminal 2 aufgebracht, erwies sich dort allerdings als schlecht lesbar. Es folgten Tests mit verschiedenfarbigen Folien (vier große gelbe „t“ am westlichen Ende von Terminal 2) und Leuchtbuchstaben. 2005 wurden im Terminal 1 Wegweiser im neuen Design montiert.

## Frachtterminals und Hangars

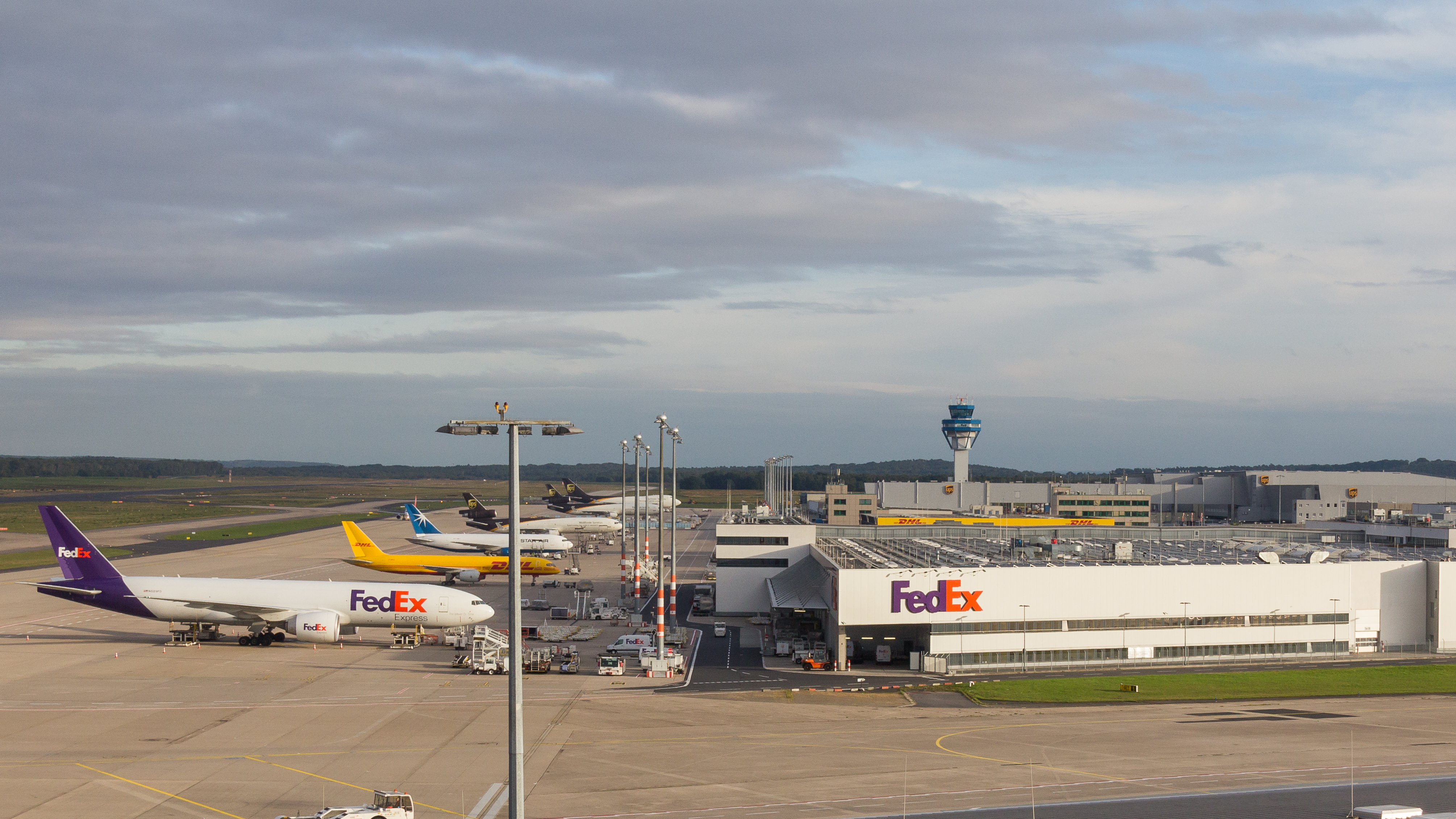
Frachtterminals/Hubs von FedEx, DHL, Star Air, UPS (2015)

2005 ist im Frachtbereich eine große Sortierhalle für UPS Airlines fertiggestellt und in Betrieb genommen worden. Neben UPS Airlines nutzt auch deren Kooperationspartner Star Air das UPS-Drehkreuz.
2006 wurde aufgrund der neuen Bestimmungen des Luftsicherheitsgesetzes der Zugang zu wesentlichen Bereichen des Flughafens, darunter dem gesamten Frachtbereich, weitgehend eingeschränkt. An der Zugangsstraße zum Frachtbereich wurde hierfür eine Zentrale Kontrollstation sowie ein Parkplatz für Mitarbeiter im Frachtbereich errichtet. Diese Mitarbeiter erreichen ihren Arbeitsplatz mit einem Shuttlebus, der hinter der Kontrollstelle regelmäßig sowohl den Frachtbereich als auch die Betriebswerkstätten anfährt. Dort macht seitdem auch die Linie 161 der KVB kehrt, die diesen Bereich bislang befuhr.
2007: DHL und Lufthansa Cargo zogen vom Standort Köln/Bonn zum Jahresende weitgehend nach Leipzig.
2008: Der Servicespezialist Nayak erweiterte den Hangar 6 um 3000 Quadratmeter, so dass in Köln/Bonn nun auch Fluggeräte von der Größe eines Airbus A320 gewartet werden können.
Für 25 Millionen Euro entsteht ein neues Fracht- und Speditionszentrum (Cologne Bonn Cargo Center) für die allgemeine Luftfracht. Der erste Spatenstich erfolgte am 16. Mai 2008. Es ist 150 Meter lang und 80 Meter breit; die Hallenfläche beläuft sich insgesamt auf 12.000 Quadratmeter. Die 3800 Quadratmeter großen Büroflächen befinden sich in zwei Geschossen über der Halle. Gebaut wird hauptsächlich mit Stahlbeton, Beton und Industrieglas.
Am 20. September 2008 fiel der Startschuss für den Bau einer neuen Sortierhalle für FedEx. Die Investitionskosten auf Seiten des Flughafens betragen rund 70 Millionen Euro.
2009: Im März nimmt das neue Cologne Bonn Cargo Center seinen Betrieb auf. Es verfügt ebenfalls über Photovoltaik auf dem Dach.

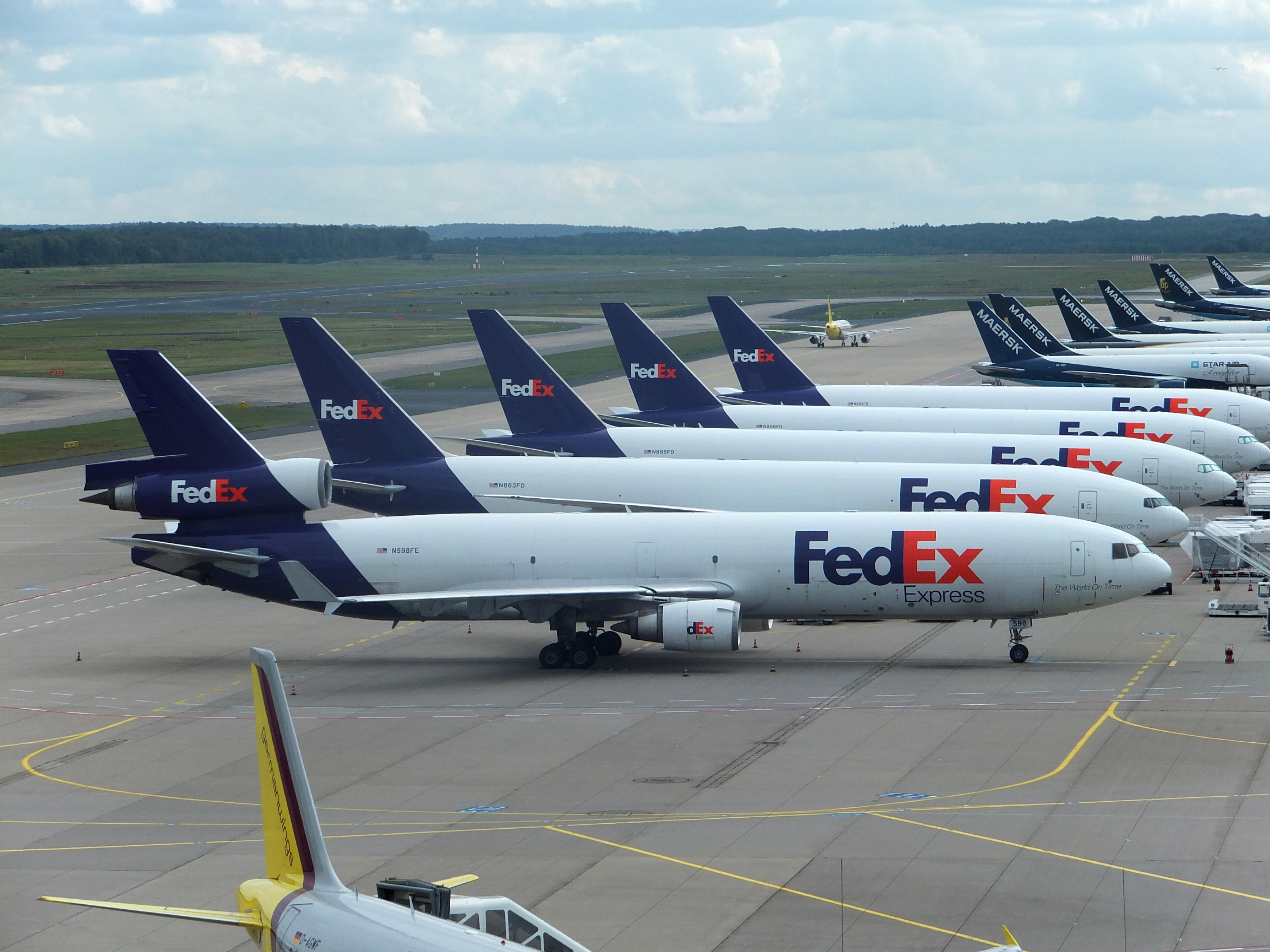
Frachtflugzeuge auf dem Vorfeld

Am 27. Oktober 2010 wurde das neue FedEx Umschlagzentrum für Zentral- und Osteuropa eingeweiht.
In das neue Drehkreuz von FedEx haben der Köln Bonn Airport und das weltweit größte Express-Transportunternehmen gemeinsam 140 Millionen Euro investiert. Die automatische Sortieranlage kann bis zu 18.000 Pakete und Dokumente in der Stunde verarbeiten. Auf dem Dach des Gebäudes steht die weltweit größte Solaranlage von FedEx Express und mit einer Fläche von 16.000 Quadratmetern zugleich eine der größten Solar-Dach-Anlagen in Nordrhein-Westfalen. Die Produktion liegt bei rund 800.000 Kilowattstunden im Jahr – diese Menge an Energie würde ausreichen, um etwa 230 Dreipersonen-Haushalte zwölf Monate lang mit Strom zu versorgen.
Betreiber ist die Flughafengesellschaft, die dafür drei Millionen Euro investiert hat.
Seit Sommer 2011 ist am Flughafen Köln/Bonn die dritte Solaranlage in Betrieb. Für sie hat UPS 28.000 Quadratmeter Dachfläche kostenfrei zur Verfügung gestellt. Die Flughafengesellschaft hat die drei Millionen Euro teure Anlage bauen lassen und betreibt sie selbst. Sie produziert bis zu 860.000 Kilowattstunden Strom pro Jahr.
UPS kündigt im Herbst 2011 an, die bestehende Sortieranlage bis 2013 um zusätzliche modernste Technologie zu ergänzen und das jetzige Gebäude erheblich zu erweitern. Durch die Maßnahmen wird sich die Sortierkapazität des Hubs von derzeit 110.000 Paketen pro Stunde auf 190.000 Pakete pro Stunde deutlich erhöhen. Mit voraussichtlichen Kosten in Höhe von 200 Millionen US-Dollar wird diese Erweiterung außerhalb der Vereinigten Staaten die größte Gebäude- und Anlageninvestition in der Geschichte von UPS sein. UPS ist bereits heute mit fast 2.300 Mitarbeitern der größte Arbeitgeber am Köln Bonn Airport. Durch den Ausbau wird die Schaffung von bis zu 200 neuen Arbeitsplätzen bis Ende 2013 erwartet.
Im November 2019 nahm DHL den Betrieb eines neuen Logistikzentrums auf dem Gelände des Flughafens auf. Das Unternehmen war bereits zuvor am Flughafen aktiv, hat die Sortieranlage nun jedoch ausgebaut und modernisiert. Nachhaltigkeit war ein entscheidender Aspekt in der Modernisierung, so funktioniert die Klimaversorgung des Hubs emissionsfrei und wird durch Wärmepumpen und Photovoltaikanlagen unterstützt. DHL investierte 123 Millionen Euro in den zwei Jahre dauernden Umbau. Schwerpunkt für den modernisierten Standort sind Express-Sendungen. Es bestehen Flugverbindungen zu verschiedenen anderen DHL-Standorten in Europa, Asien und den USA, die das Europadrehkreuz in Leipzig teilweise umgehen, um schnellere Lieferzeiten garantieren zu können.

## Militärischer Teil

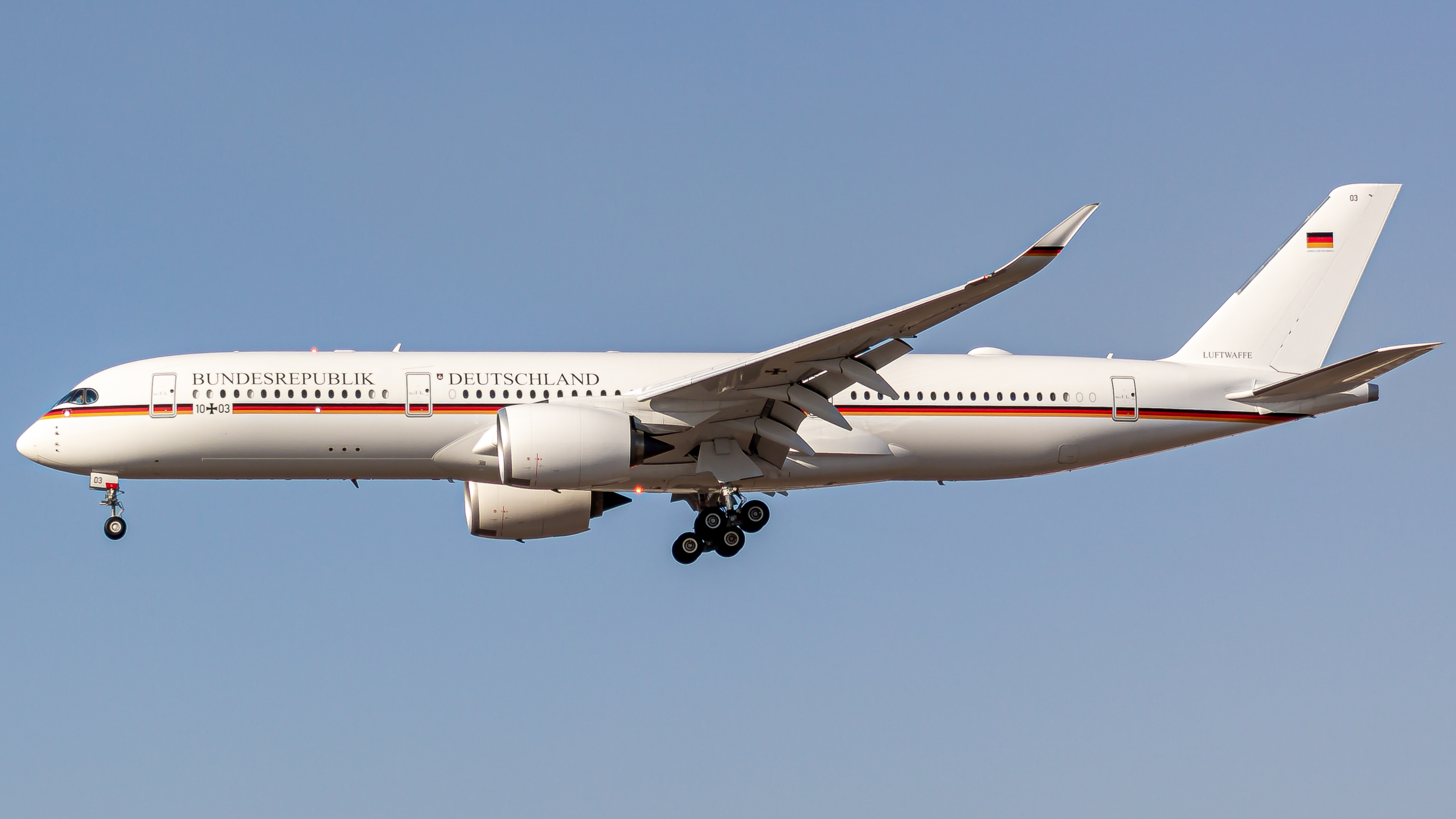
German Air Force One mit Basis am Flughafen Köln/Bonn (2020)

Westlich der kleineren Startbahn 13R/31L befindet sich die Luftwaffenkaserne Wahnheide, in der für die Bundeswehr 4500 Soldaten sowie 1500 Zivilangestellte arbeiten. In 190 Gebäuden auf dem etwa 2 km² großen Gelände sind Teile des Kommando Luftwaffe, das Luftwaffentruppenkommando sowie das Luftfahrtamt der Bundeswehr untergebracht, außerdem weitere Kommandobehörden, Verbände und Truppenteile. Des Weiteren hat die 1957 gegründete Flugbereitschaft des Bundesministeriums der Verteidigung dort ihren Sitz. Der Großstandort der Luftwaffe ist damit nach dem Flughafen der zweitgrößte Arbeitgeber in Köln-Porz und ein bedeutender Wirtschaftsfaktor.
Etwa 45.000 Fluggäste werden hier pro Jahr abgefertigt.
2009 wurde für 12,3 Millionen Euro ein neues Abfertigungsgebäude mit einer Nutzfläche von 2375 Quadratmetern errichtet und die Abfertigungsbaracke aus den 1970er Jahren abgerissen. Bereits 2001 sollte der Neubau errichtet werden, wurde aber immer wieder verschoben.
Der für den Staatsflugbetrieb zuständige Teil der Flugbereitschaft des Bundesministeriums der Verteidigung soll langfristig auf den Bereich des Regierungsterminals am Flughafen Berlin Brandenburg umziehen. Diese Maschinen pendeln zurzeit leer von Köln-Bonn nach Berlin, um dort ihre Passagiere aufzunehmen.
Seit 2020 nutzt die Multinational MRTT Unit der NATO den militärischen Teil des Flughafens als so genannte Forward Operating Base. Auch die luftstreitkräfte Kanadas betreiben das Canadian Operational Support Hub (Europe).
Aufgrund dieser (mit Ausnahme der Mitbenutzung der Starbahnen) völligen Eigenständigkeit des Militärischen Teils trägt dieser als Luftwaffenstützpunkt im militärischen Sprachgebrauch auch den Namen „Köln-Wahn“ bzw. „Wahn Airfield“ und der Flughafen in seiner Funktion als Fliegerhorst (zusätzlich zu EDDK) den ICAO-Code ETNK.

## Expansion und Zukunft

### Terminals
Durch den neuen zentralen Abholerbereich auf der Abflug-Ebene gibt es im Erdgeschoss nun zusätzlich Raum für die geplante Erweiterung der Gepäckrückgabe B und C. Hinter der Sicherheitskontrolle sollen 1000 Quadratmeter neue Ladenflächen entstehen.
Im Westen des Terminal 2 ist ein 2700 m2 großer Anbau auf der Luftseite geplant. Hierzu sollen, die sich auf diesem Gelände zurzeit befindlichen Sozialräume mit Kantine in den Anbau integriert werden. Durch den Anbau soll die Erweiterung der Sicherheitskontrollen ermöglicht und dadurch wegfallende Restaurantfläche ersetzt werden.

### Vision Airport City
Die Vision des Köln Bonn Airports beschreibt die Entwicklung des Flughafens zu einem globalen Treffpunkt für Passagiere und Logistik sowie einem Innovationszentrum für nachhaltige Mobilität. Wichtige Ziele sind die Schaffung einer Airport City mit Büros, Hotels und Forschungsinstitutionen sowie die Stärkung der Unternehmenswerte wie Verantwortung und Partnerschaft. Der Flughafen strebt an, ein attraktiver, krisensicherer Standort mit sicheren Arbeitsplätzen zu werden.

## Eigentumsverhältnisse
Die Verteilung der Eigentumsanteile am Flughafen spiegelt den politischen Willen wider, sämtliche umliegenden Gebietskörperschaften an der Führung und Entwicklung des Areals zu beteiligen. Die Flughafen Köln/Bonn GmbH als Betreibergesellschaft gehört der Stadt Köln zu 31,12 Prozent, der Bundesrepublik Deutschland zu 30,94 Prozent (vertreten durch das Bundesministerium für Verkehr), dem Land Nordrhein-Westfalen zu 30,94 Prozent, der Stadt Bonn zu 6,06 Prozent, dem Rhein-Sieg-Kreis zu 0,59 Prozent und dem Rheinisch-Bergischen Kreis zu 0,35 Prozent. Sie ist somit ein vertikal gemischtöffentliches Unternehmen. Vorsitzender des Aufsichtsrates war von April 2016 bis Dezember 2017 der Bundesminister a. D. Kurt Bodewig. Sein Nachfolger wurde der heutige Bundeskanzler Friedrich Merz.
Das rund 1000 ha große Gelände des Flughafens gehörte der Bundesrepublik Deutschland, seit ihrer Gründung am 1. Januar 2005 der Bundesanstalt für Immobilienaufgaben (BImA). Auf Grundlage eines bis 2020 laufenden Erbbaurechtsvertrages leistete die Betreibergesellschaft jährliche Erbbauzinszahlungen an den Bund in Höhe von zunächst 500.000 Euro. Der Bund forderte im Jahr 2000 eine Erhöhung der Zahlungen – zum Teil auch rückwirkend. Der Erbbauzins belief sich auf 1,65 Millionen Euro im Jahr 2006. Im Dezember 2008 einigten sich die Flughafen Köln/Bonn GmbH und die BImA nach jahrelangen Verhandlungen und dazu angestrengten Gerichtsverfahren auf einen Verkauf des Geländes an die Flughafengesellschaft. Als Kaufpreis wurden 100 Millionen Euro festgelegt. Seit April 2009 ist die Flughafen Köln/Bonn GmbH Eigentümerin des Geländes.
| Anteile der Gesellschafter | Anteile der Gesellschafter | Anteile der Gesellschafter | Anteile der Gesellschafter | Anteile der Gesellschafter |
| -------------------------- | -------------------------- | -------------------------- | -------------------------- | -------------------------- |
| Gesellschafter             |                            |                            |                            | Anteil                     |
| Stadt Köln                 | Stadt Köln                 |                            | 31,12 %                    | 31,12 %                    |
| Bundesrepublik Deutschland | Bundesrepublik Deutschland |                            | 30,94 %                    | 30,94 %                    |
| Land Nordrhein-Westfalen   | Land Nordrhein-Westfalen   |                            | 30,94 %                    | 30,94 %                    |
| Stadt Bonn                 | Stadt Bonn                 |                            | 6,06 %                     | 6,06 %                     |
| Rhein-Sieg-Kreis           | Rhein-Sieg-Kreis           |                            | 0,59 %                     | 0,59 %                     |
| Rheinisch-Bergischer Kreis | Rheinisch-Bergischer Kreis |                            | 0,35 %                     | 0,35 %                     |
|                            |                            |                            |                            |                            |

## Verkehrszahlen

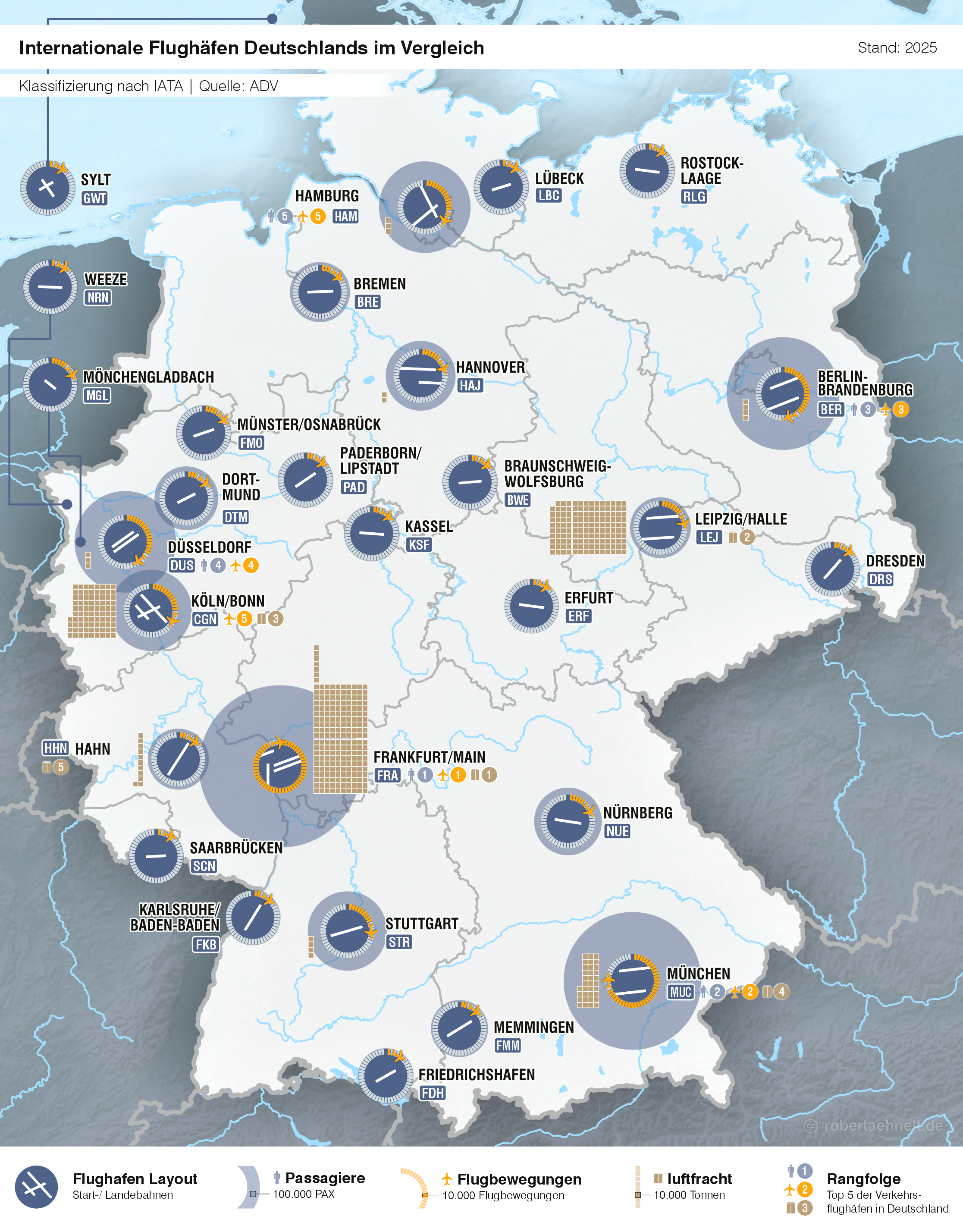
Größenvergleich deutscher Flughäfen, 2021

Innerdeutscher Luftverkehr nach Anzahl der Flugbewegungen (2015)

| Jahr | Fluggastaufkommen | Flugbewegungen | Fracht in Tonnen |
| ---- | ----------------- | -------------- | ---------------- |
| 1950 | 2.260             | 154            | 20               |
| 1960 | 273.644           | 25.033         | 3539             |
| 1970 | 1.404.640         | 55.533         | 17.712           |
| 1980 | 2.090.694         | 86.127         | 51.837           |
| 1990 | 3.176.089         | 118.936        | 170.507          |
| 1991 | 3.134.537         | 118.283        | 190.666          |
| 1992 | 3.637.524         | 119.046        | 187.578          |
| 1993 | 3.921.437         | 117.537        | 192.993          |
| 1994 | 4.050.190         | 120.663        | 241.384          |
| 1995 | 4.842.861         | 133.399        | 281.271          |
| 1996 | 5.326.032         | 139.399        | 322.521          |
| 1997 | 5.403.145         | 148.735        | 382.091          |
| 1998 | 5.480.003         | 143.047        | 359.988          |
| 1999 | 6.089.144         | 151.335        | 394.868          |
| 2000 | 6.385.101         | 155.681        | 427.726          |
| 2001 | 5.802.347         | 150.174        | 448.426          |
| 2002 | 5.466.180         | 138.902        | 501.080          |
| 2003 | 7.838.302         | 153.372        | 527.364          |
| 2004 | 8.406.400         | 152.700        | 613.300          |
| 2005 | 9.479.291         | 154.594        | 650.947          |
| 2006 | 9.907.736         | 151.658        | 650.947          |
| 2007 | 10.474.952        | 151.658        | 719.077          |
| 2008 | 10.345.574        | 141.680        | 586.536          |
| 2009 | 9.742.350         | 132.173        | 559.406          |
| 2010 | 9.851.700         | 134.300        | 656.100          |
| 2011 | 9.625.483         | 130.926        | 742.347          |
| 2012 | 9.281.703         | 125.337        | 751.183          |
| 2013 | 9.079.001         | 120.388        | 739.553          |
| 2014 | 9.451.414         | 123.243        | 754.342          |
| 2015 | 10.339.200        | 128.620        | 757.702          |
| 2016 | 11.896.149        | 136.905        | 786.407          |
| 2017 | 12.384.223        | 141.338        | 838.526          |
| 2018 | 12.945.341        | 144.200        | 859.400          |
| 2019 | 12.354.398        | 142.500        | 814.600          |
| 2020 | 3.081.400         | 78.900         | 863.400          |
| 2021 | 4.250.000         | 90.700         | 986.000          |
| 2022 | 8.756.712         | 120.975        | 971.442          |
| 2023 | 9.763.400         | 118.200        | 872.500          |
| 2024 | 10.012.500        | 117.300        | 845.300          |

| Rang                                                             | Ziel                   | Passagiere 2019 | Veränderung | Passagiere 2018 | Starts 2019 | Veränderung | Starts 2018 |
| ---------------------------------------------------------------- | ---------------------- | --------------- | ----------- | --------------- | ----------- | ----------- | ----------- |
| 1                                                                | Berlin-Tegel           | 665.367         | ▲1,12 %     | 595.589         | 5.653       | ▲6,58 %     | 5.304       |
| 2                                                                | München                | 515.383         | ▼-0,29 %    | 516.902         | 5.316       | ▲1,96 %     | 5.214       |
| 3                                                                | Palma de Mallorca      | 422.446         | ▼-11,87 %   | 479.323         | 3.196       | ▲6,96 %     | 2.988       |
| 4                                                                | Antalya                | 359.504         | ▲6,82 %     | 336.538         | 2.159       | ▲10,10 %    | 1.961       |
| 5                                                                | Hamburg                | 235.771         | ▼-1,78 %    | 240.087         | 2.421       | ▼-0,74 %    | 2.439       |
| 6                                                                | London-Stansted        | 190.360         | ▼-12,61 %   | 217.832         | 2.054       | ▲1,08 %     | 2.032       |
| 7                                                                | Wien                   | 187.865         | ▲4,89 %     | 179.110         | 1.989       | ▲6,99 %     | 1.859       |
| 8                                                                | Istanbul-Atatürk       | 174.548         | ▼-2,62 %    | 179.237         | 1.933       | ▲12,25 %    | 1.722       |
| 9                                                                | Istanbul-Sabiha Gökcen | 174.000         | ▲26,91 %    | 137.106         | 1.110       | ▲23,61 %    | 898         |
| 10                                                               | Barcelona              | 137.578         | ▲6,76 %     | 128.866         | 1.118       | ▲5,47 %     | 1.060       |
| 11                                                               | Zürich                 | 129.475         | ▼-5,37 %    | 136.813         | 1.348       | ▼-2,53 %    | 1.383       |
| 12                                                               | Bergamo                | 106.738         | ▲0,73 %     | 105.962         | 1.298       | ▼-1,37 %    | 1.316       |
| 13                                                               | Izmir                  | 96.395          | ▲16,86 %    | 82.485          | 631         | ▲20,65 %    | 523         |
| 14                                                               | London-Heathrow        | 94.958          | ▼-3,41 %    | 98.312          | 927         | ▼-1,80 %    | 944         |
| 15                                                               | Hurghada               | 85.368          | ▲30,16 %    | 65.589          | 494         | ▲27,98 %    | 386         |
| 16                                                               | Dublin                 | 79.421          | ▼-1,65 %    | 80.750          | 765         | ▼-1,67 %    | 778         |
| 17                                                               | Dresden                | 67.428          | ▼-0,03 %    | 67.445          | 732         | ▲4,87 %     | 698         |
| 18                                                               | Rom-Ciampino           | 66.719          | ▲ 12,12 %   | 62.358          | 363         | ▼-14,59 %   | 425         |
| 19                                                               | Bologna                | 66.535          | ▲13,96 %    | 58.385          | 519         | ▲17,16 %    | 443         |
| 20                                                               | Las Palmas             | 62.428          | ▼-14,71 %   | 73.192          | 466         | ▼-22,59 %   | 602         |
| 21                                                               | Berlin-Schönefeld      | 58.329          | ▼-63,60 %   | 160.226         | 692         | ▼-48,66 %   | 1.348       |
| 21                                                               | Moskau-Wnukowo         | 57.917          | ▼-0,81 %    | 58.388          | 589         | ▲0,68 %     | 585         |
| 23                                                               | Iraklio                | 52.492          | ▲20,66 %    | 43.505          | 322         | ▲12,19 %    | 287         |
| 24                                                               | Teneriffa-Süd          | 52.353          | ▼-19,64 %   | 65.149          | 316         | ▼-22,17 %   | 406         |
| 24                                                               | Manchester             | 49.270          | ▼-23,47 %   | 64.383          | 332         | ▼-31,12 %   | 482         |
| 25                                                               | Mailand-Malpensa       | 48.866          | ▲1,04 %     | 47.036          | 708         | ▲52,26 %    | 465         |
| In dieser Statistik sind nur Starts enthalten. (Keine Landungen) |                        |                 |             |                 |             |             |             |

### Nach Ländern

Direkte Flugziele vom Flughafen Köln/Bonn im Jahr 2025

| Rang                                                             | Ziel           | Passagiere 2019 | Passagiere 2018 | Veränderung | Starts 2019 | Veränderung | Starts 2018 |
| ---------------------------------------------------------------- | -------------- | --------------- | --------------- | ----------- | ----------- | ----------- | ----------- |
| 1                                                                | Deutschland    | 1.588.641       | ▼ - 3,29 %      | 1.642.622   | 17.226      | ▲0,38 %     | 17.160      |
| 2                                                                | Spanien        | 0906.198        | ▼-11,86 %       | 1.028.083   | 6.791       | ▼-9,10 %    | 7.471       |
| 3                                                                | Türkei         | 0902.177        | ▲11,4 %         | 809.679     | 6.460       | ▲10,90 %    | 5.825       |
| 4                                                                | Italien        | 0549.609        | ▲8,58 %         | 506.185     | 4.651       | ▲2,24 %     | 4.549       |
| 5                                                                | Großbritannien | 0409.439        | ▼−11,24 %       | 461.301     | 5.148       | ▼-4,38 %    | 5.384       |
| 6                                                                | Österreich     | 250.670         | ▲0,42 %         | 0249.614    | 2.602       | ▲1,32 %     | 2.568       |
| 7                                                                | Portugal       | 202.300         | ▼-0,41 %        | 0203.137    | 1.749       | ▼-9,85 %    | 1.940       |
| 8                                                                | Griechenland   | 196.735         | ▲4,42 %         | 0188.405    | 1.435       | ▼-12,77 %   | 1.645       |
| 9                                                                | Schweiz        | 129.903         | ▼-5,61 %        | 0137.621    | 2.180       | ▼−0,86 %    | 2.199       |
| 10                                                               | Kroatien       | 110.296         | ▲12,81 %        | 0097.775    | 1044        | ▲28,41 %    | 813         |
| 11                                                               | Ägypten        | 100.009         | ▲29,64 %        | 0077.145    | 718         | ▲11,84 %    | 642         |
| 12                                                               | Polen          | 96.598          | ▲12,00 %        | 0086.251    | 1.366       | ▲2,40 %     | 1.334       |
| 13                                                               | Irland         | 84.356          | ▲4,45 %         | 0080.762    | 810         | ▲2,27 %     | 792         |
| 14                                                               | Bulgarien      | 68.455          | ▼-6,11%         | 0072.909    | 548         | ▼−26,64 %   | 747         |
| 15                                                               | Russland       | 62.373          | ▼-16,63 %       | 0074.811    | 647         | ▼−6,91%     | 695         |
| In dieser Statistik sind nur Starts enthalten. (Keine Landungen) |                |                 |                 |             |             |             |             |

## Kritik

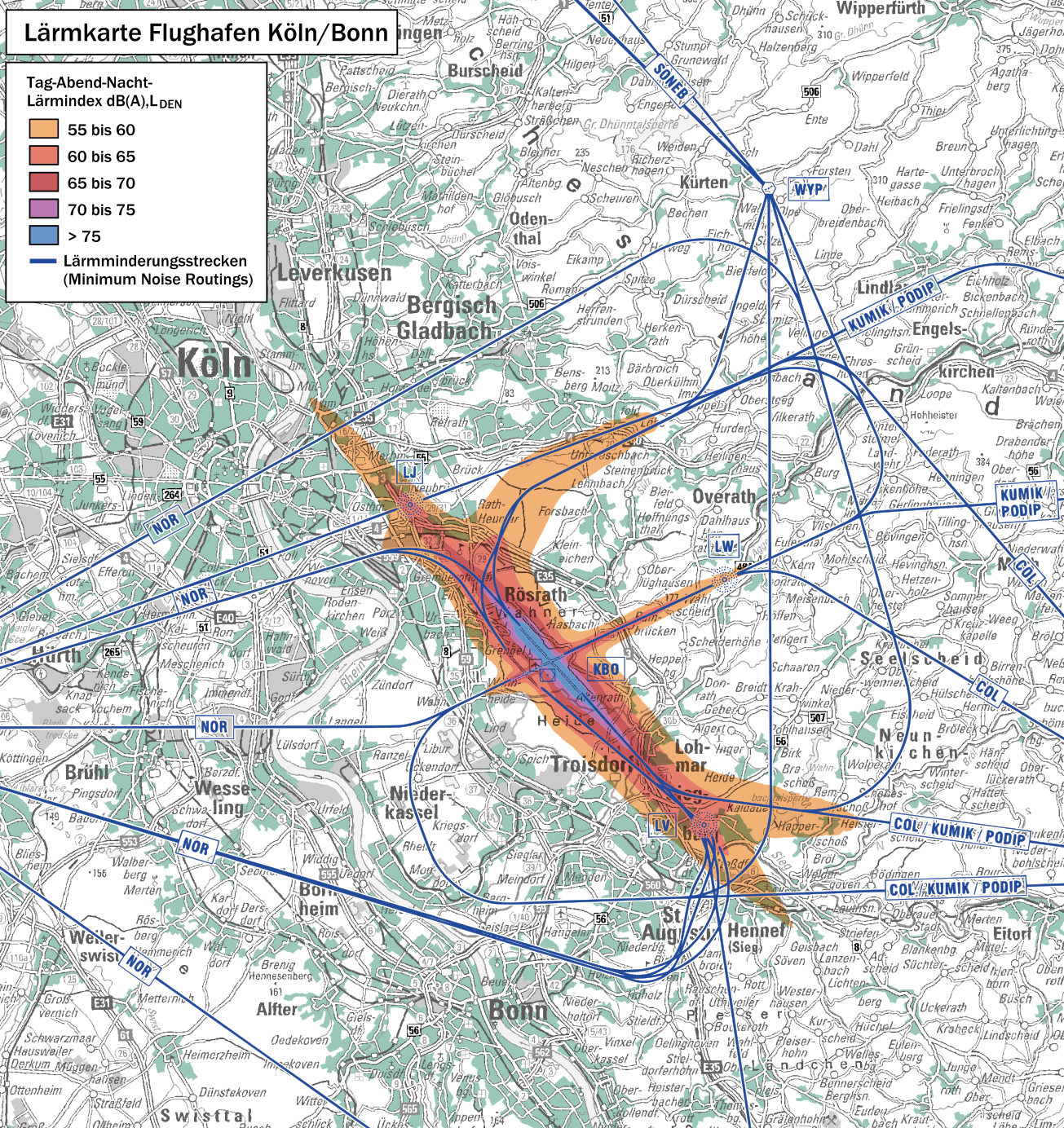
Lärmkarte des Flughafens Köln/Bonn mit den Abflugrouten (Lärmminderungsrouten)

### Fluglärm
91.315 Anwohner sind insgesamt von einem Tag-Abend-Nacht-Lärmindex {\displaystyle L_{\text{DEN}}} (24-Stunden-Mittelwert) von über 55 dB(A) sowie 45.324 Anwohner von einem Nachtlärmindex {\displaystyle L_{\text{NIGHT}}} ab 50 dB(A) durch den Flughafen Köln/Bonn betroffen. Die meisten Betroffenen wohnen in den Städten Köln, Siegburg und Hennef (Sieg).
| Betroffene Anwohner bezogen auf den Lärmindex LDEN (06:00 bis 22:00 Uhr) | Betroffene Anwohner bezogen auf den Lärmindex LDEN (06:00 bis 22:00 Uhr) | Betroffene Anwohner bezogen auf den Lärmindex LDEN (06:00 bis 22:00 Uhr) | Betroffene Anwohner bezogen auf den Lärmindex LDEN (06:00 bis 22:00 Uhr) | Betroffene Anwohner bezogen auf den Lärmindex LDEN (06:00 bis 22:00 Uhr) | Betroffene Anwohner bezogen auf den Lärmindex LDEN (06:00 bis 22:00 Uhr) |
| Pegelbereich LDen in dB (A)                                              | >55 bis 60                                                               | >60 bis 65                                                               | >65 bis 70                                                               | >70 bis 75                                                               | >75                                                                      |
| ------------------------------------------------------------------------ | ------------------------------------------------------------------------ | ------------------------------------------------------------------------ | ------------------------------------------------------------------------ | ------------------------------------------------------------------------ | ------------------------------------------------------------------------ |
| Anzahl Menschen                                                          | 128.616                                                                  | 67.420                                                                   | 23.007                                                                   | 888                                                                      | 0                                                                        |

| Betroffene Anwohner bezogen auf den Lärmindex LNIGHT (22:00 bis 06:00 Uhr) | Betroffene Anwohner bezogen auf den Lärmindex LNIGHT (22:00 bis 06:00 Uhr) | Betroffene Anwohner bezogen auf den Lärmindex LNIGHT (22:00 bis 06:00 Uhr) | Betroffene Anwohner bezogen auf den Lärmindex LNIGHT (22:00 bis 06:00 Uhr) | Betroffene Anwohner bezogen auf den Lärmindex LNIGHT (22:00 bis 06:00 Uhr) | Betroffene Anwohner bezogen auf den Lärmindex LNIGHT (22:00 bis 06:00 Uhr) |
| Pegelbereich LNight in dB (A)                                              | >50 bis 55                                                                 | >55 bis 60                                                                 | >60 bis 65                                                                 | >65 bis 70                                                                 | >70                                                                        |
| -------------------------------------------------------------------------- | -------------------------------------------------------------------------- | -------------------------------------------------------------------------- | -------------------------------------------------------------------------- | -------------------------------------------------------------------------- | -------------------------------------------------------------------------- |
| Anzahl Menschen                                                            | 35.209                                                                     | 9.772                                                                      | 343                                                                        | 0                                                                          | 0                                                                          |

### Lebensraum Wahner Heide
Der Flughafen Köln/Bonn steht immer wieder in der Kritik, da er sich inmitten der ökologisch sensiblen Wahner Heide befindet, einem der größten Naturschutzgebiete Nordrhein-Westfalens. Naturschützer kritisieren, dass der Betrieb des Flughafens, insbesondere der nächtliche Flugverkehr, die Tierwelt durch Lärm und Lichtverschmutzung beeinträchtigt. Zudem wird die Versiegelung von Flächen und der Ausstoß von Emissionen als belastend für das fragile Ökosystem angesehen. Der Flughafen verfolgt entgegenwirkend ein Konzept zur Lärmminderung, das auf mehreren Kernbereichen basiert: Dazu zählen die Gestaltung von Gebühren und Entgelten, flugbetriebliche Optimierungen, Maßnahmen zum passiven Schallschutz sowie der Fokus auf Information, Transparenz und den Dialog mit der Anwohnerschaft.

## Zwischenfälle
- Am 23. Januar 1961 wurde eine Nord Noratlas 2501D der Luftwaffe mit dem Kennzeichen GB+119 auf einem Übungsflug zwischen Overath und Vilkerath, 15 Kilometer nordöstlich des Startflughafens Köln/Bonn, in Stromleitungen und Masten geflogen (CFIT, Controlled flight into terrain). Die Maschine gehörte zum Lufttransportgeschwader 62. Vermutet wird, dass die Piloten bei schlechter Sicht die Orientierung verloren und sich näher am Flughafen wähnten. Alle vier Besatzungsmitglieder kamen ums Leben.[77]

- Am 4. April 1978 ereignete sich ein spektakulärer Unfall, der in einer Katastrophe hätte enden können: Eine Convair Coronado der spanischen Charterfluggesellschaft Spantax mit 146 Passagieren und Besatzungsmitgliedern an Bord rutschte über die Landebahn, die rechte Tragfläche fing Feuer. Wie sich später herausstellte, hatten die Piloten vergessen, das Fahrwerk auszufahren. Es war nur einem glücklichen Umstand zu verdanken, dass unmittelbar neben der Landebahn zufällig zwei einsatzbereite Löschfahrzeuge standen, mit denen der Brand rasch gelöscht werden konnte.

- Am 24. Februar 1990 kam es an Bord einer Fokker F-27-600 (D-AELB) der FTG Air Service Flugcharter zu einem beidseitigen Triebwerksausfall und Abriss des rechten Motors von der Tragfläche. Die Besatzung hatte im Rahmen eines Übungsflugs zuvor den Strömungsabriss in Landekonfiguration geprobt, worauf die Motoren mit Überhitzung und Vibrationen reagierten. Die anschließende Notlandung auf einem Feld in der Nähe von Bergisch Gladbach, etwa 12 Kilometer nördlich des Startflughafens Köln/Bonn, glückte und die zweiköpfige Besatzung konnte sich in Sicherheit bringen, die Maschine jedoch brannte aus und musste abgeschrieben werden.[78]

## Musik und Kultur

### Musikalische Rezeption
Der britische Musiker Brian Eno verbrachte 1977 zwangsweise einige Stunden im Terminal 1 des Flughafens Köln/Bonn. Beeindruckt von der Modernität und der Atmosphäre des Gebäudes war er gleichermaßen abgestoßen von der Hintergrundmusik, mit der das Terminal beschallt wurde. Noch während seiner Wartezeit entwickelte Eno eine erste Konzeption für ein Album, welches das Ambient-Genre begründen und weithin prägen sollte: Durch das Album Ambient 1: Music for Airports wurde der Köln/Bonner Flughafen so zu einem der wenigen Gebäude, das einen eigenen Soundtrack hat.

### Musikfestival OpenAirPort
Das „OpenAirPort“-Festival ist eine jährlich stattfindende Musikveranstaltung am Flughafen Köln/Bonn. Das Festival im Sommer bietet ein Programm mit Künstlern wie den Höhnern, Klüngelköpp, Räubern, Miljö, Aluis und der Kinderband Pelemele. Die Konzerte werden auf einer eingerichteten Open-Air-Fläche zwischen dem Flughafenhotel und dem Bahnhof durchgeführt.

### Museumsflugzeug Zero-G
Das Museumflugzeug „Zero G“ am Flughafen Köln/Bonn ist ein Airbus A300, der ehemals für Parabelflüge genutzt wurde, um Schwerelosigkeit zu simulieren. Das Flugzeug wurde speziell für wissenschaftliche Experimente und Trainingszwecke in der Raumfahrtindustrie umgebaut. Bei Parabelflügen können Passagiere und Forscher für kurze Zeiträume die Bedingungen der Schwerelosigkeit erleben, was für die Vorbereitung auf Raumflüge und die Durchführung von Experimenten in einem nahezu schwerelosen Zustand von großer Bedeutung ist. Heute dient der Airbus A300 als Ausstellungsstück und bietet Besuchern die Möglichkeit, mehr über die Technologie hinter den Parabelflügen und die Geschichte der Schwerelosigkeitssimulation zu erfahren.